# 東海道線 (JR東日本)
本項では、東海道本線（とうかいどうほんせん）のうち、東日本旅客鉄道（JR東日本）が管轄する東京都千代田区の東京駅から静岡県熱海市の熱海駅までの区間（いわゆる東京口）について、主にこの区間で運行される中距離旅客列車（いわゆる湘南電車）の運転系統を中心に記述する。
ラインカラーは通称「湘南色」と呼ばれる車体の色の一部であるオレンジ（■）で案内されている。日本国有鉄道（国鉄）の運営であった時代は、この区間の普通列車を指して湘南電車の語が旅客案内において用いられていた。駅ナンバリングで使われる路線記号はJT。

## 概要
東京から南西へ伸び、横浜市・藤沢市・茅ヶ崎市・平塚市・小田原市など神奈川県の太平洋（相模湾）側の各都市を経由して静岡県東部の熱海市へ至る。
新橋駅 - 横浜駅（現在の桜木町駅）間は、日本最初の鉄道路線として1872年（明治5年）に開業した。東京駅 - 横浜駅間は京浜東北線が並走しており、同区間は主に各駅停車の京浜東北線に対して当路線は普通列車も含めて快速運転の役割をもつ。品川駅 - 横浜駅間は京急本線と並走しており、競合関係にある。日本最古の幹線路線として沿線は早くから工場や住宅地などの開発が行われ、東京駅から80 kmを超える小田原駅まで市街地が連続して続いている。途中経路は異なるものの東京駅・品川駅 - 小田原駅・熱海駅間は、東海旅客鉄道（JR東海）の東海道新幹線と東京都心方面への通勤需要などで競合関係にある。また、一部の列車はJR東海管轄の東海道線を経由して沼津駅まで直通している。沿線各都市から東京都心への通勤路線となっているほか、伊東線・伊豆急行線に直通して東京・横浜から伊豆半島へ向かう特急列車「踊り子」「サフィール踊り子」も運転されている。また現在ではJR線唯一の定期夜行列車となった中国・四国地方への寝台特急「サンライズ瀬戸・出雲」も運転されている。
朝ラッシュ時の利用者が1日の普通列車利用者数の半数を占め（1989年時点）、また遠距離通勤客の増加による混雑の激化を背景に、JR東日本はラッシュ時の輸送改善に力を入れており、東海道貨物線を有効活用した通勤ライナー（現在の特急「湘南」）の増発や2階建てグリーン車の連結による着席サービスの向上、15両編成による長編成化、座席のロングシート化による定員増や4ドア普通車の導入などによる混雑緩和が図られている。
21世紀に入ってからは新たな運行体系として2001年に「湘南新宿ライン」として、新宿駅経由で高崎線との直通運転が開始され、さらに2015年に「上野東京ライン」として、東京から北関東方面へ向かう東北本線（宇都宮線）や高崎線、常磐線との直通運転が開始されている（常磐線系統の上野東京ラインは品川駅止まり）。
東京駅 - 品川駅間は東京の古くからの中心市街地を抜け、横浜駅 - 大船駅間は丘陵越え、小田原駅 - 熱海駅間は海岸沿いのトンネルが連続する区間を走るが、敷設条件から線形はあまりよくない。また、東海道本線の中でも最初期に建設された区間を含めて平地を走る幹線としては曲線半径が小さく、速度制限を強いられる箇所がいくつかある。一転して湘南・西湘地域の大船駅 - 小田原駅間は相模湾に沿って線路が敷設され線形は概ね良く、最高速度120 km/hでの運転が行われており、JR東日本の首都圏向け電車は落成後同区間で試運転を行うことが恒例となっている。

## 東海道線東京口普通列車の沿革
本節では、“湘南電車”の通称を持つ80系電車の登場以降の普通列車の沿革について記述する。

### 年表

#### 国鉄時代
- 1950年（昭和25年）

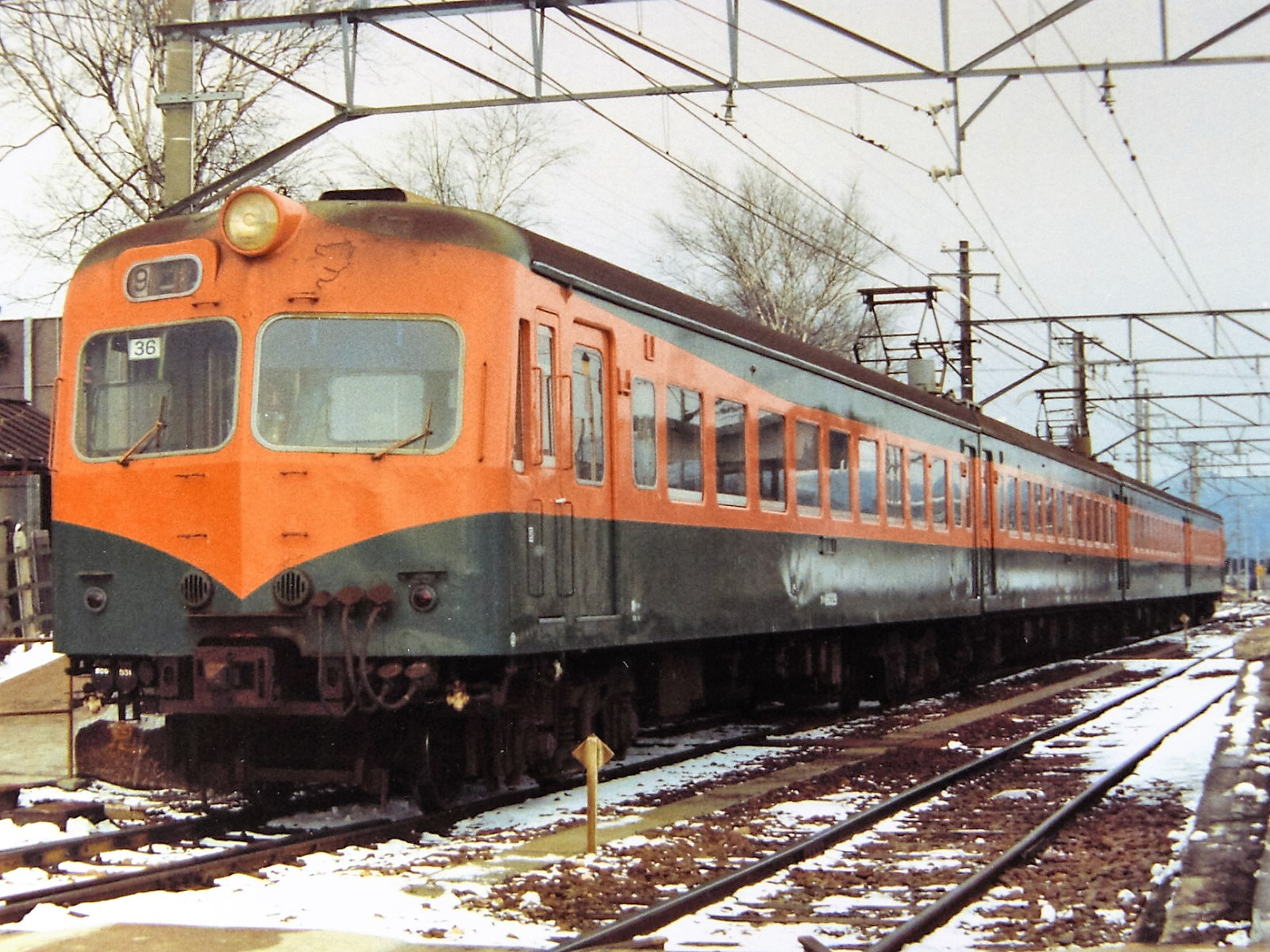
80系電車（写真は飯田線での運用）

  - 3月1日 ： 東京駅 - 沼津駅間で80系“湘南電車”の運用を開始[4][5]。
  - 7月 ： “湘南電車”の運転区間が静岡駅まで延伸される[6]。
- 1951年（昭和26年）2月15日 ： “湘南電車”の運転区間が浜松駅まで延伸される[4]。
- 1958年（昭和33年）11月 ： 80系の後継車である153系（当初の形式は91系）の運用を開始。登場時は“新湘南形”と呼ばれた。
- 1962年（昭和37年）9月 ： 111系の運用を開始[4][5]。
- 1964年（昭和39年） ： 111系の出力強化版である113系の運用を開始[4]。このころ、東京駅から平塚駅・小田原駅・熱海駅などの近距離、伊東駅・沼津駅・静岡駅などの中距離、浜松駅・豊橋駅・名古屋駅・米原駅・大垣駅などの長距離を結ぶ普通列車が毎時2本程度、各地方を結ぶ優等列車が毎時3本程度運行されていた[7]。
- 1968年（昭和43年）10月 ： 客車普通列車の運転が終了し、普通列車の全面電車化が完了[8]。
- 1972年（昭和47年）3月15日 ： 東京駅 - 米原駅・大垣駅・豊橋駅間などの昼行普通列車の系統を細分化。昼行普通列車は最遠で浜松駅までの運転となる[9]。
- 1973年（昭和48年） ： 高崎線直通列車（東京駅経由）を廃止。両毛線前橋駅 - 東京駅 - 沼津駅・富士駅間などで運転されており、当初は客車、後に115系電車（普通車のみ）での運転となっていた[10]。
- 1977年（昭和52年）3月28日 ： 80系の運用を終了[5]。
- 1970年代までは、現在と異なり東海道線列車（湘南電車）と横須賀線電車が東京駅 - 大船駅間で同一線路を共用し、東海道線列車のみ戸塚駅を通過し、さらに朝ラッシュ時上り列車は混雑による列車遅延防止のために川崎駅も通過していた。朝ラッシュ時上り方面は東海道線と横須賀線の列車本数比がおおむね2対1であり、両者を合わせて3分間隔の運転。日中の東京駅発着東海道線普通列車は毎時3本であった[5][11][12]（→停車駅図1）。
- 1980年（昭和55年）10月1日 ： 横須賀線電車が地下線（東京駅 - 品川駅間）および支線の品鶴線（品川駅 - 新川崎駅 - 鶴見駅）経由となり、東海道線列車と完全に線路が分離される（SM分離）。これに伴い東海道線列車の停車駅に戸塚駅を追加。朝ラッシュ時上りは全列車が川崎駅停車となり、運転間隔は約4分ごととなる。日中の東京駅発着普通列車は毎時4本に増発[4][5][13]。
- 1981年（昭和56年）10月1日 ： 朝ラッシュ時上り列車が増発され、約3分間隔での運転となる。日中には休日を中心に臨時列車扱いで快速が毎時1本ほど設定される[14]（→停車駅図2）。
- 1983年（昭和58年）2月14日 ： 153系の運用を終了。同系と混用されていた165系は1996年（平成8年）3月16日まで運用を継続。
- 1986年（昭和61年）
  - 3月3日 ： 211系の運用を開始。日中の東京駅発着列車が増発され、毎時6本・10分間隔となる[3][5][15]。
  - 11月1日 ： 国鉄最後の大規模ダイヤ改正。東京駅 - 小田原駅間に「湘南ライナー」を新設。当初は上り2本・下り4本の運転[4]。

#### 分割民営化後

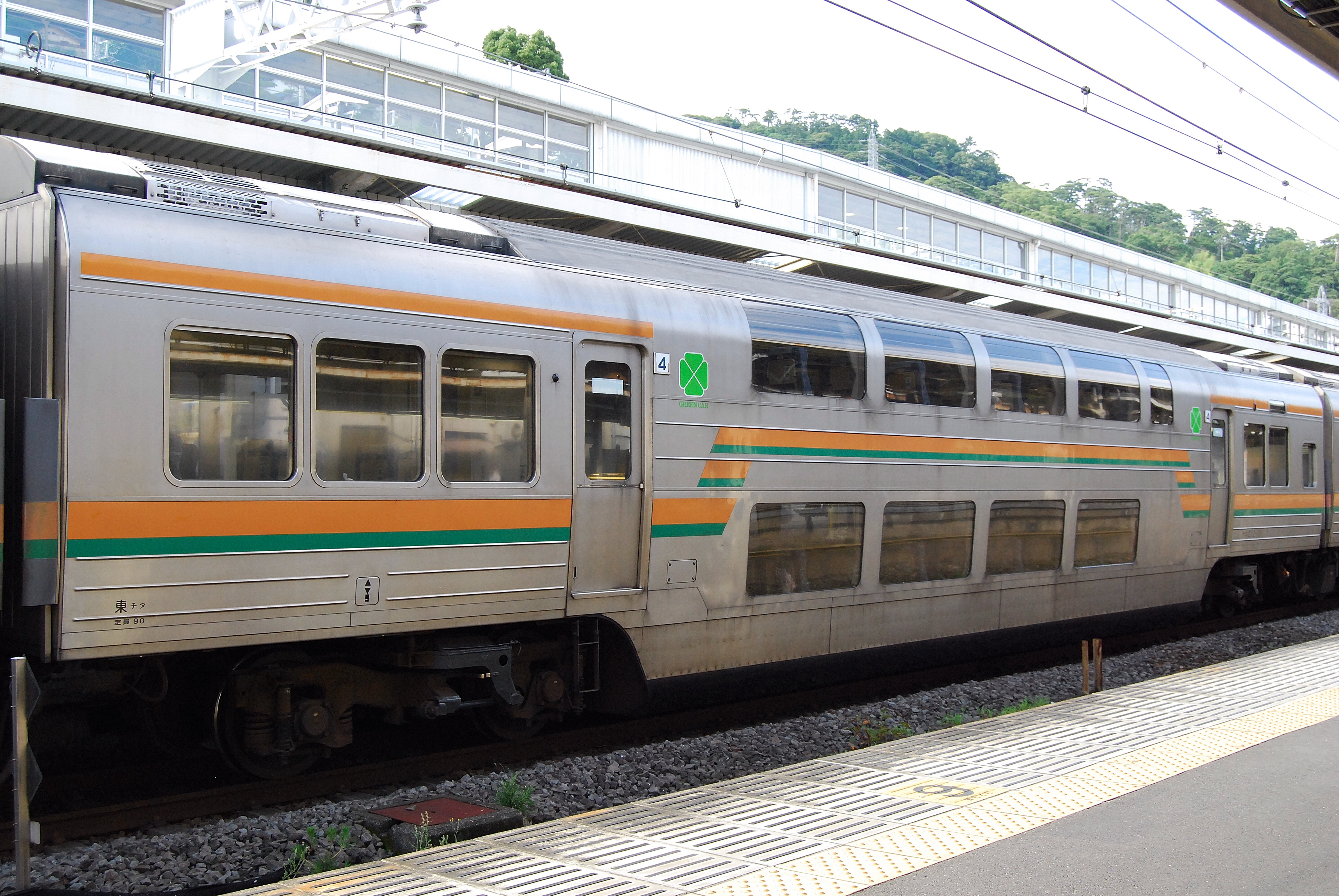
211系2階建てグリーン車

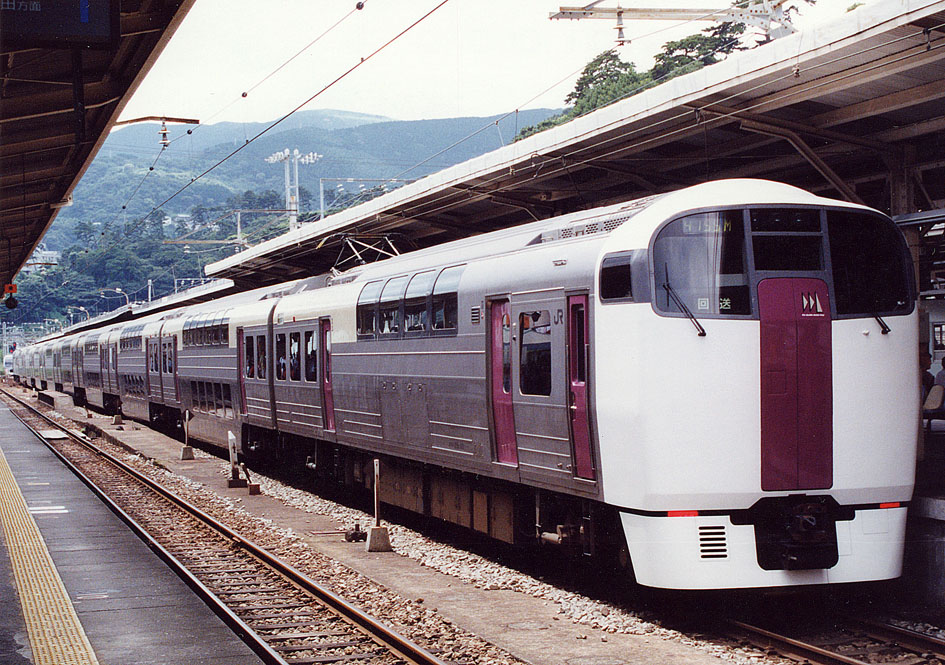
オール2階建ての215系による快速「アクティー」

- 1987年（昭和62年）4月1日 ： 国鉄分割民営化により、東京駅 - 熱海駅間が東日本旅客鉄道（JR東日本）に継承される。熱海駅以西は東海旅客鉄道（JR東海）の管轄となり、熱海駅を境に相互乗り入れという形態になる[4]。
- 1988年（昭和63年）
  - 3月13日 ： JR東海（静岡地区）への普通列車（夜行を除く）の直通区間が最長で、下りが静岡駅まで、上りが島田駅からとなり、浜松駅までの直通が廃止[16]。
  - 7月6日 ： 「湘南新宿ライナー」を新設[4]。
- 1989年（平成元年）
  - 2月25日 ： 113系・211系の2階建てグリーン車の運用が開始される[17]。
  - 3月11日 ： 快速「アクティー」の運転開始。1日11往復の運転[2][3]。
- 1990年（平成2年）3月10日 ： 夜間下りの快速「アクティー」を、品川駅 - 大船駅無停車の通勤快速に変更。夜間に横浜駅始発の列車が新設される[18][3]（→停車駅図3）。
- 1992年（平成4年）3月14日 ： 215系が投入され、「湘南ライナー」および快速「アクティー」での運用を開始[4][19][3]。
- 1993年（平成5年）
  - 10月31日：東京駅 - 大船駅間の保安装置がATS-Pに変更される[20]。
  - 12月1日 ： 215系が増投入される。快速「アクティー」が増発されて下り9本・平日上り13本・休日上り15本の運転となり、このうち7往復が215系での運用となる。藤沢駅の貨物線上にライナー専用ホームを設置[21][22][23]。
- 1994年（平成6年）
  - 2月27日 ： 大船駅 - 小田原駅間の保安装置がATS-Pに変更される[24]。
  - 12月3日 ： 茅ケ崎駅にもライナー専用ホーム設置[23]。
- 1997年（平成9年）3月22日 ： 夜20時から23時台の下り列車のダイヤがパターン化される[21]。
- 1998年（平成10年）3月14日 ： 北陸新幹線乗り入れ工事終了に伴う東京駅東海道線ホームの2面4線復活、およびATS-Pの導入によって増発が可能となり[注 3]、朝ラッシュ時に二宮駅始発の上り列車を2本設定[注 4]。快速「アクティー」の一部列車が早川駅・根府川駅に停車開始。また休日の臨時列車として、新宿駅発着の「ホリデー快速ビュー湘南」を設定[21][22]。
- 2001年（平成13年）12月1日 ： 日中に湘南新宿ラインの運転が開始され、新宿駅経由で高崎線との直通運転が始まる。車両は211系・E231系・215系を使用（215系をのぞきグリーン車非連結）。一方で東京駅発着列車の本数が毎時7本から6本に削減された。快速「アクティー」での215系の運用を終了[4][報道 1]（→停車駅図4）。
- 2002年（平成14年）12月1日 ： 湘南新宿ラインの運転時間帯が朝晩にも拡大。これに伴い「湘南新宿ライナー」が「おはようライナー新宿」「ホームライナー小田原」に改名される[4][報道 3]。
- 2004年（平成16年）10月16日 ： 湘南新宿ラインが増発され、日中の東海道線には「特別快速」「快速」をそれぞれ毎時1本設定。東海道線用E231系（国府津車両センター所属、グリーン車連結）の運用開始。湘南新宿ラインは全列車が同系列に統一され、最高速度は100 km/hから120 km/hに向上。同時にグリーン車Suicaシステムのサービスが開始された。快速「アクティー」の全列車が小田原駅 - 熱海駅間各駅停車となる。夕ラッシュ時の横浜駅始発・終着小田原方面の列車を廃止。JR東海（静岡地区）との直通運転は朝夕夜のみとなり、直通区間も静岡発着の1往復を除いて沼津駅までに縮小[注 5][4][5][報道 4][22]（→停車駅図5）。
- 2006年（平成18年）3月17日 ： 113系の運用を終了。横須賀・総武快速線から転用されたE217系の運用開始[5]。
- 2007年（平成19年）3月18日 ： 快速「アクティー」の全列車が戸塚駅に停車となる。
- 2008年（平成20年） ： E233系の運用を開始[25]。
- 2010年（平成22年）3月13日 ： 横須賀線武蔵小杉駅の開業に伴い、湘南新宿ラインの全列車が同駅に停車開始[報道 5]（→停車駅図6）。
- 2011年（平成23年）6月24日-9月9日 ： 同年3月11日に発生した東日本大震災に起因する電力不足により、平日日中に節電特別ダイヤを実施。快速「アクティー」の運転が一部をのぞいて中止された[報道 6]。
- 2012年（平成24年）
  - 3月17日 ： JR東海の373系による東京駅 - 静岡駅間の普通列車が廃止[26]。御殿場線への直通運転廃止。
  - 4月 ： 211系の運用を終了[27]。
- 2013年（平成25年）
  - 3月16日 ： 185系の間合い運用による普通列車がE231系に変更[28][29]。これにより、普通列車は全列車4ドア車に統一。
  - 8月19日 ： 東京駅・品川駅・小田原駅・熱海駅で、始発列車について半自動ドアの通年運用を開始する[30]。
- 2015年（平成27年）3月14日 ： 上野東京ライン開業に伴い、東京駅発着系統は宇都宮線・高崎線との相互直通運転を開始。常磐線列車の品川駅乗り入れも始まる[報道 2]。E217系の東海道線での運用を終了[31]。（→停車駅図7）
- 2016年（平成28年）10月1日 ： 駅ナンバリングを東京駅 - 大船駅間に導入。路線記号はJT。
- 2018年（平成30年）11月 ： 駅ナンバリング対象区間に藤沢駅 - 熱海駅間を追加[報道 7]。
- 2021年（令和3年）3月13日：「湘南ライナー」「おはようライナー新宿」「ホームライナー小田原」の運転を取り止め、特急「湘南」が運転開始。快速「アクティー」を夜間の下りの東京駅 - 小田原駅間のみの運転とし、宇都宮線との直通を廃止。平塚以南は減便となる。それ以外の時間の「アクティー」は普通列車に変更。通勤快速は廃止[報道 8][注 6]。
- 2023年（令和5年）3月18日：2021年3月13日のダイヤ改正以降、2本のみ運行されていた快速「アクティー」を廃止し、1本は普通列車に変更、もう1本は減便[報道 9]。
- 2026年（令和8年）7月1日（予定）：支社制から事業本部制への再編に伴い、首都圏本部管内のうち東京駅 - 新橋駅間を東京事業本部、品川駅前後の区間を品川事業本部、横浜支社管内のうち川崎駅前後の区間を川崎事業本部、横浜駅 - 大船駅間を横浜事業本部、藤沢駅 - 熱海駅間を湘南伊豆事業本部の管轄とする[報道 10]。

### 停車駅の変遷
(1) 1976年10月1日改正時
横須賀線との線路分離前。この改正で地下を走る総武快速線が品川駅まで開業。

(2) 1984年2月1日改正時
横須賀線と分離運転開始後。休日を中心とした臨時快速を設定。

(3) 1990年3月10日改正時
前年に快速「アクティー」、この年に通勤快速が運転を開始。

(4) 2001年12月1日改正時
湘南新宿ラインが運転開始。

(5) 2004年10月16日改正時
湘南新宿ライン増発、特別快速を新たに設定。

(6) 2010年3月13日改正時
2010年に横須賀線武蔵小杉駅開業。

(7) 2015年3月14日改正時
上野東京ライン開業。

## 運行形態

運転系統図

東海道線東京駅 - 熱海駅間における運行形態の詳細を以下に記す（2021年3月13日ダイヤ改正時点）。
かつてはほぼすべて東京駅を起終点として運転されていたが、2001年12月1日の改正からは横須賀線の線路と山手貨物線新宿駅を経由して高崎線へと直通する湘南新宿ラインの運転が始まり、2015年3月14日の改正からは宇都宮線・高崎線・常磐線の始発駅となっていた上野駅までの間に東京駅から列車線が新設（厳密には復活）され、これを経由して上野東京ラインとして前述3路線との直通運転が開始された。
東海道線列車は、東京駅 - 大船駅間では専用の複線の線路（列車線）を走行する。並行する山手線・京浜東北線や横須賀線の線路よりもホーム設置駅が少なく、この区間では普通列車も含め、事実上速達輸送の役割を担っている。湘南新宿ラインは山手貨物線 大崎駅から連絡線（大崎支線）を通って戸塚駅まで横須賀線の線路で運転されるが、この線路上では東海道線・高崎線直通列車は横浜駅・武蔵小杉駅にのみ停車する。また東京駅 - 小田原駅間では貨物列車が走行する東海道貨物線とも線路が分離されており、貨物列車のダイヤに影響されることなく、多数の旅客列車を運転することができるようになっている。
なお、川崎駅付近の人身事故など、品川駅 - 川崎駅（ - 鶴見駅 ）- 横浜駅間が不通になった場合、東海道線系統の列車が品鶴線を経由し、武蔵小杉駅に臨時停車することがある。また、横須賀線系統が運転を見合わせている場合、東海道線系統の列車が横須賀線線路に転線して保土ケ谷駅・東戸塚駅に臨時停車することがある。

### ダイヤの概要
上野東京ラインおよび東京駅（以南）発着系統は東海道列車線の各駅に停車する“普通”が中心である。湘南新宿ラインは特別快速（戸塚駅以西快速運転）と快速（戸塚駅以西各駅停車）の2種別が東海道線に乗り入れる。詳細は後述するが、東京駅以南発着系統は早朝・夕夜間の一部列車のみで、大半の列車が上野駅経由または新宿駅経由で赤羽・浦和・大宮方面の宇都宮線・高崎線と直通しており、東海道線（鶴見駅 - ）横浜駅 - 大船駅間と宇都宮線赤羽駅 - 大宮駅間は運転系統としてほぼ一体化している（この記事では詳述しない湘南新宿ライン横須賀線系統も含む）。
平日朝ラッシュ時は、上り（東京・新宿方面）の列車が上野東京ライン普通と湘南新宿ライン快速とあわせて最短2分30秒間隔の過密ダイヤとなっており、下りは7 - 10分ほどの間隔である。土休日の朝は平日よりも間隔が長くなる。
日中の時間帯は特急を除くと東京駅が始発・終着となる列車は運転されておらず、上野東京ライン（常磐線直通を除く）は1時間に普通6本の運転である。宇都宮線・高崎線とも3本ずつが直通する。下り列車は1986年3月3日改正で確立されたダイヤを現在も継承するかたちで10分間隔発車となっており、上り列車についても2015年3月14日改正より東京着がほぼ10分間隔に揃えられた。湘南新宿ラインは特別快速と快速が1時間に1本ずつ運転されており、これらを合わせた東海道列車線上の特急を除いた日中1時間の運転本数は、東京駅 - 横浜駅 - 戸塚駅間が6本、戸塚駅 - 平塚駅間が8本、平塚駅 - 国府津駅 - 小田原駅間が5本、小田原駅 - 熱海駅間が3本である。
横浜駅 - 戸塚駅 - 大船駅間は、湘南新宿ラインの高崎線 - 東海道線系統（毎時2本）や、保土ケ谷駅・東戸塚駅にも停車する横須賀線（毎時6本）および湘南新宿ラインの宇都宮線 - 横須賀線系統（毎時2本）も合わせ、1時間に14 - 15本（特急列車を除く）運転されているが、間隔は均等ではない。また、戸塚駅では対面乗り換えができるが、終電間際を除き、相互接続は考慮されていない場合が多い。
夕方以降は上野東京ライン（常磐線直通を除く）が1時間に6本ほどの運転で、ピーク時の18時台はこれより本数が多くなる。湘南新宿ラインは快速が1時間に2本の運転となる。なお、上野東京ラインの運転は23時ごろに東京駅を発着する列車で終了し、それ以降は東京駅または品川駅の発着となる。
年末年始における終夜運転は東海道線では行われないが、東京駅 - 川崎駅 - 横浜駅間で京浜東北線が、品川駅 - 武蔵小杉駅 - 横浜駅 - 大船駅で横須賀線や湘南新宿ライン宇都宮線直通列車が実施している。

### 優等列車
昼行の特急列車として、東京都心と伊豆半島とを結ぶ特急「踊り子」「サフィール踊り子」が定期列車で1日5往復設定されている。また、臨時列車の中に新宿発の列車も設定されている。東京発の列車は9時から13時まで毎時00分に東京駅を発車する。
朝夕のラッシュ時には湘南地区の通勤客を対象とした特急「湘南」が運転される。これらは全列車が横浜駅を通過し、一部の列車は東海道貨物線の横浜羽沢駅（貨物駅）経由で運転されるため横浜駅を経由しない。なお貨物線経由の列車は、藤沢駅・茅ケ崎駅で貨物線上に設けられた「湘南」専用ホームに停車する。
また、常磐線特急「ひたち」・「ときわ」が朝ラッシュ時の一部を除き上野東京ライン・東海道線経由で品川駅まで乗り入れる。
夜行列車は、岡山経由四国・山陰方面の寝台特急「サンライズ瀬戸」・「サンライズ出雲」が1日1往復運転される。
このほか多客期には臨時列車として以下の列車が運転される。
- 特急「鎌倉」（武蔵野線経由。鶴見駅構内で旅客線に、戸塚駅で横須賀線に転線）
- 特急「あたみ」（武蔵野線経由。鶴見駅 - 小田原駅間は貨物線経由）
- 特急「きぬがわ」（延長運転）
- 特急「草津・四万」（延長運転）

停車駅などの詳細は各列車記事を参照。

### 上野東京ライン・東京駅発着列車
以下では普通列車・快速列車について解説する。
現在、東京駅・品川駅を発着する日中の全列車は、東京駅 - 上野駅間の上野東京ライン、さらに上野駅 - 大宮駅以北の宇都宮線・高崎線へ直通している。東京駅を始発・終点とする普通列車は、5・6時台の下り普通と23時台の上下線普通に限られる。また、後述の快速アクティー廃止により、東京駅方面に乗り入れる東海道線内快速の列車はなくなった。

#### 普通
東海道線（列車線）の線路上にホームのある駅すべてに停車する。E233系で運転される場合、種別カラーは緑。早朝の東京始発および品川始発の下り列車と東京駅を深夜23時台以降に発着する列車（上り品川行きも含む）を除いて上野駅まで乗り入れるか宇都宮線・高崎線と直通する。朝の上り（北行）列車のみ、宇都宮線内で快速「ラビット」・高崎線内で快速「アーバン」として運転される列車が各2本ある。
日中は宇都宮線（宇都宮駅・小金井駅・古河駅）・高崎線（高崎駅・籠原駅） - 東京駅 - 平塚駅・小田原駅・熱海駅間の運転が基本である。一部列車は、高崎線高崎経由で上越線新前橋駅・両毛線前橋駅まで直通する。以前は宇都宮線宇都宮経由で氏家駅や黒磯駅を発着する列車もあったが、2022年3月のダイヤ改正で廃止されている。
日中以外の時間帯には、上野・東京方面から国府津駅までの区間列車が設定されているほか、熱海駅を越えて伊東線の伊東駅まで1日4往復、東海旅客鉄道（JR東海）東海道線の沼津駅まで1日5.5往復が直通運転している。かつては東京駅 - 静岡駅・島田駅間などの直通列車が設定されていたほか、伊東線直通が日中にも設定されていたが、2004年10月16日の改正で静岡駅発着が1往復になり、沼津駅発着も朝晩のみに見直された。2012年3月17日の改正ではその1往復のみ残っていた東京駅 - 静岡駅間の列車が東京駅 - 沼津駅間に短縮、伊東線直通が下り6本・上り5本に見直され、2013年3月16日の改正で伊東線直通列車1本が東京発熱海行きに見直された。2024年3月16日の改正で沼津駅までの直通運転が9往復から7往復に、2025年3月15日の改正で5.5往復にそれぞれ見直された。2025年3月の改正では伊東線直通列車が1往復減り4往復になった。
平日朝ラッシュ時は二宮駅・辻堂駅始発の列車がそれぞれ1本ずつ設定されているほか、毎日朝夕には上野駅発着の東海道線列車や、宇都宮線・高崎線から品川行きの列車も設定されている。また、朝には下り2本の平塚発熱海行きと上り1本の沼津発で小田原駅で乗り継ぎになる列車、深夜23時台には熱海発国府津行きの区間列車が設定されている（熱海発の上り方面最終列車）。このうち、平塚始発の下り区間列車はグリーン車無しの付属編成5両のみで運転されている。
東京駅 - 熱海駅間の所要時間は、日中約100 - 120分、ラッシュ時約110 - 120分と列車によって開きがある。

#### 常磐線直通列車
東京駅 - 品川駅間では、上野駅経由で常磐線（快速）と直通する列車も東海道線の線路で運転されている。土浦・水戸方面と直通する中距離列車は6時台から23時頃までの終日に渡り運転され、日中は1時間に3本運転される。ほとんどが普通列車だが、特別快速が運転される時間もある。朝および夕方から夜間は普通列車が1時間に1 - 2本程度が乗り入れる。また、朝の上りおよび夕方以降には取手駅および我孫子駅経由・成田線成田駅発着で運転される快速電車が乗り入れる。いずれも東京駅・新橋駅・品川駅に停車する。

### 湘南新宿ライン
湘南新宿ラインは、快速と特別快速の2つの種別が東海道線に乗り入れ、これらはすべて高崎線に直通する。西大井駅 - 戸塚駅間は横須賀線用の線路を経由するが、西大井・新川崎・保土ケ谷・東戸塚の4駅を通過する。最高速度120 km/h運転を実施している。全列車高崎線籠原駅 - 小田原駅間は15両編成での運転となる。

#### 特別快速
2004年10月16日のダイヤ改正より運転開始。東海道線内は快速「アクティー」と同じ停車駅である。E233系で運転される場合、種別カラーは青。
東海道線内では日中1時間に1本運転される。北行の1本目が平塚発である以外は全列車が高崎線高崎駅 - 新宿駅 - 小田原駅間で運転されるが、2010年度までは多客時には土休日ダイヤで2往復が小田原駅 - 熱海駅で延長運転を行う日があった。一部を除き南行は平塚駅で、北行は大船駅（一部は平塚駅）で上野東京ライン普通に接続する。北行に関しては、接続相手の普通列車は宇都宮線直通である。また、北行は小田原駅で熱海方面からの普通から接続する列車がある。

#### 快速
2001年12月1日の湘南新宿ライン運転開始以来運転されている種別。E233系で運転される場合、種別カラーはオレンジ。この“快速”は同じ線路上で保土ケ谷駅・東戸塚駅に停車する横須賀線・総武快速線電車および湘南新宿ライン横須賀線・宇都宮線直通系統の“普通”に対する“快速”であり、横浜駅以西では東海道線の普通列車と同じ駅に停車する。南行は戸塚駅から終点までの東海道線内では「普通」と案内されるが、北行は始発駅から大崎駅への到着まで「快速」と案内される。日中は高崎線籠原駅 - 新宿駅 - 平塚駅（一部国府津駅）で1時間に1本が運転されている。特別快速の設定がない朝や夕方以降は国府津駅・小田原駅発着も設定されており、本数も1時間に2 - 3本に増える。

### 日中1時間あたりの運行本数
日中（10時台〜14時台）の東海道線は、直通路線・発着駅ごとに1時間あたりの運行本数がパターン化されている。上野東京ライン普通列車（東京駅経由）は、常磐線（快速）直通・品川駅発着が毎時3本、宇都宮線直通・平塚駅発着が毎時2本、高崎線直通・小田原駅発着が毎時1本、高崎線または宇都宮線直通・熱海駅発着が毎時3本となっている。湘南新宿ライン高崎線直通（小田原駅 - 戸塚駅間が東海道線）は小田原駅・高崎駅発着の特別快速、平塚駅・籠原駅発着の快速（東海道線内各駅停車）がそれぞれ毎時1本となっている。
なお、直通運転区間の発着駅の（　）に示す南北表記は、主にその方向での運行しかないものを示す。
| 系統                 | 種別                 | 直通運転区間 （上野方面）                             | 東京    | …       | 品      | 川      | …       | 横      | 浜        | 戸        | 塚    | …     | 平    | 塚    | …     | 小    | 田    | 原    | …     | 熱海  | 直通運転区間 （熱海以西）                 |
| -------------------- | -------------------- | ----------------------------------------------------- | ------- | ------- | ------- | ------- | ------- | ------- | --------- | --------- | ----- | ----- | ----- | ----- | ----- | ----- | ----- | ----- | ----- | ----- | ----------------------------------------- |
| 上野東京ライン       | 普通                 | 常磐線 水戸・土浦                                     | 3本     | 3本     | 3本     |         |         |         |           |           |       |       |       |       |       |       |       |       |       |       |                                           |
| 上野東京ライン       | 普通                 | 宇都宮線 宇都宮・古河                                 | 2本     | 2本     | 2本     | 2本     | 2本     | 2本     | 2本       | 2本       | 2本   | 2本   | 2本   |       |       |       |       |       |       |       |                                           |
| 上野東京ライン       | 普通                 | 高崎線 高崎（南）・籠原（北）                         | 1本     | 1本     | 1本     | 1本     | 1本     | 1本     | 1本       | 1本       | 1本   | 1本   | 1本   | 1本   | 1本   | 1本   | 1本   |       |       |       |                                           |
| 上野東京ライン       | 普通                 | 高崎線 高崎・籠原（南） 宇都宮線 宇都宮（北）・小金井 | 3本     | 3本     | 3本     | 3本     | 3本     | 3本     | 3本       | 3本       | 3本   | 3本   | 3本   | 3本   | 3本   | 3本   | 3本   | 3本   | 3本   | 3本   |                                           |
| 湘南新宿ライン       | 快速                 | 高崎線 籠原                                           | 品鶴線← | 品鶴線← | 品鶴線← | 品鶴線← | 品鶴線← | 品鶴線← | [ 注 16 ] | [ 注 16 ] | 1本   | 1本   | 1本   |       |       |       |       |       |       |       |                                           |
| 湘南新宿ライン       | 特別快速             | 高崎線 高崎                                           | 品鶴線← | 品鶴線← | 品鶴線← | 品鶴線← | 品鶴線← | 品鶴線← | [ 注 16 ] | [ 注 16 ] | 1本   | 1本   | 1本   | 1本   | 1本   | 1本   | 1本   |       |       |       |                                           |
| 特急ときわ           | 特急ときわ           | 常磐線 勝田                                           | 1本     | 1本     | 1本     |         |         |         |           |           |       |       |       |       |       |       |       |       |       |       |                                           |
| 特急ひたち           | 特急ひたち           | 常磐線 いわき                                         | 1本     | 1本     | 1本     |         |         |         |           |           |       |       |       |       |       |       |       |       |       |       |                                           |
| 特急踊り子           | 特急踊り子           | （東京発着）                                          | 1本     | 1本     | 1本     | 1本     | 1本     | 1本     | 1本       | 1本       | 1本   | 1本   | 1本   | 1本   | 1本   | 1本   | 1本   | 1本   | 1本   | 1本   | 伊豆急行線 伊豆急下田 伊豆箱根鉄道 修善寺 |
| 特急サフィール踊り子 | 特急サフィール踊り子 | （東京発着）                                          | 0-1本   | 0-1本   | 0-1本   | 0-1本   | 0-1本   | 0-1本   | 0-1本     | 0-1本     | 0-1本 | 0-1本 | 0-1本 | 0-1本 | 0-1本 | 0-1本 | 0-1本 | 0-1本 | 0-1本 | 0-1本 | 伊豆急行線 伊豆急下田                     |
| 非優等列車 駅間本数  | 非優等列車 駅間本数  | 各駅停車数                                            | 9本     | 9本     | 9本     | 6本     | 6本     | 6本     | 6本       | 6本       | 7本   | 7本   | 7本   | 4本   | 4本   | 4本   | 4本   | 3本   | 3本   | 3本   |                                           |
| 非優等列車 駅間本数  | 非優等列車 駅間本数  | 合計本数                                              | 9本     | 9本     | 9本     | 6本     | 6本     | 6本     | 6本       | 6本       | 8本   | 8本   | 8本   | 5本   | 5本   | 5本   | 5本   | 3本   | 3本   | 3本   |                                           |
| 駅名                 | 駅名                 | 駅名                                                  | 東京    | …       | 品      | 川      | …       | 横      | 浜        | 戸        | 塚    | …     | 平    | 塚    | …     | 小    | 田    | 原    | …     | 熱海  | 直通運転区間 （熱海以西）                 |

### 過去の列車

#### 通勤ライナー

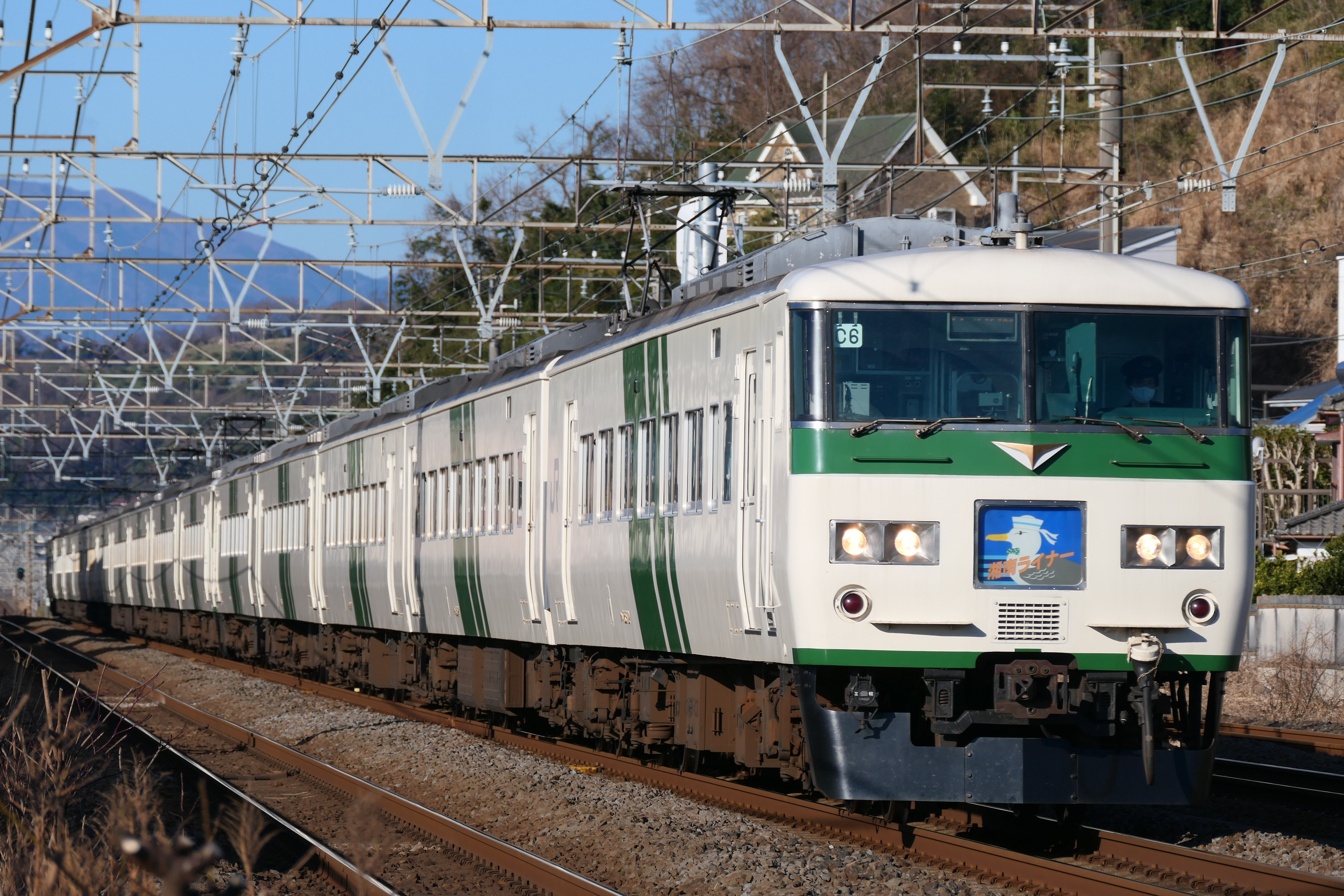
湘南ライナー

通勤時間帯に運転されていた座席定員制の列車で、1986年11月1日の国鉄最終年度のダイヤ改正から運転を開始した。運転区間は東京駅・新宿駅 - 小田原駅間。
朝は東京・新宿方面の上り方向、夜は小田原方面の下り方向に運転された。列車名は東京駅発着系統が朝晩とも「湘南ライナー」、新宿駅発着系統については当初は「湘南新宿ライナー」、後に朝は「おはようライナー新宿」、夜は「ホームライナー小田原」となった。現行の特急「湘南」と同じく全列車が横浜駅を通過し、一部の列車は東海道貨物線の横浜羽沢駅（貨物駅）経由で運転されるため横浜駅を経由しなかった。
2014年3月17日から、下り列車で大船駅および藤沢駅より先で料金不要の快速列車として運転されるようになった。ただし停車駅は改正前と変わらず、通勤快速や快速「アクティー」とも停車駅は異なり、旅客線経由の場合は通勤快速や快速「アクティー」が通過する辻堂駅・二宮駅（一部）にも停車、貨物線経由の場合は通勤快速や快速「アクティー」が停車する大船駅・平塚駅・国府津駅を通過していた。
2021年3月13日のダイヤ改正を以て廃止された。

#### 通勤快速
1990年3月10日改正から2021年3月12日まで、平日夜間に東京始発小田原行きの下り方向のみ運転されていた快速列車。E233系で運転される場合、種別カラーは紫。1989年3月11日改正にて夜間の遠距離速達を目的に快速「アクティー」として登場したが、混雑が激しく本来の利用目的に合わないため、通勤快速として再編された。快速「アクティー」の停車駅のうち、遠距離通勤者の便宜を図る目的から川崎駅・横浜駅・戸塚駅を通過し、それ以外は同一の停車駅である。上野東京ライン開業後も通勤快速は東京発で運転されていた。土休日は通勤快速の運転はなく、この時間帯に快速「アクティー」が運転された。
設定当初は1日4本運転されており、19時台から22時台のそれぞれ50分に東京駅を発車していたが、2009年3月14日のダイヤ改正で22時台の列車が廃止され、1日3本の運転となった。全列車が東京駅10番線から発車し、大船駅で先行の普通列車と連絡していた。東京駅19時台の列車は国府津駅・小田原駅、20時台の列車は小田原駅でも先行の普通列車と連絡していた。東京駅 - 小田原駅間の所要時間は70-73分と日中の下り快速「アクティー」より、2-5分程度所要時間が短縮されていた。
2021年3月13日のダイヤ改正を以て廃止された。

#### 快速「アクティー」
2021年3月13日のダイヤ改正からは夜間に東京発小田原行きで下りのみ1日2本運転されていた快速列車。E233系で運転される場合、種別カラーはオレンジ。廃止された通勤快速に代わって平日も運転された。なお、東京以北との直通は行われていなかった。
快速「アクティー」は元来、1989年3月11日のダイヤ改正から東京駅 - 熱海駅間で日中を中心に運転されていた。平日に藤沢駅・茅ケ崎駅・平塚駅・真鶴駅に停車するが休日には通過（真鶴駅には毎日上下2本ずつ停車）していたエル特急「踊り子」の停車駅を削減し、通過駅を快速が代替する形式で設定された。
当初の通過駅は戸塚駅・辻堂駅・大磯駅・二宮駅・鴨宮駅・早川駅・根府川駅の7駅であったが、早川駅・根府川駅には1998年3月14日改正で一部列車が停車、2004年10月16日改正で全列車が停車するようになり、小田原駅 - 熱海駅間は各駅停車に統一された。2007年3月18日改正では横須賀線・湘南新宿ラインとの乗り換えの便を図ることや湘南新宿ライン特別快速に合わせる形で戸塚駅にも全列車が停車し東京駅 - 藤沢駅間も各駅停車となり、通過駅は辻堂駅・大磯駅・二宮駅・鴨宮駅の4駅となった。
2021年3月12日までの運転頻度は1時間に1本程度。平日は下りが東京発8 - 16時台、上りが平日東京着11 - 23時台の運転だった。日中の下り列車は設定当初、東京駅の発車時刻が毎時40分であったが、後に毎時37分となった。上り列車は毎時10分前後に熱海駅を発車していた。上野東京ラインの開業以降は東京始発・終着列車以外は宇都宮線と直通し、宇都宮線内は普通として運転していた。主に宇都宮線（宇都宮駅・小金井駅） - 熱海駅間で運転されたが、平日の午前中に上野始発、午後に小田原止まり、夜間に東京行き、土休日の朝夕に東京駅・小田原駅発着や古河止まりが設定されていた。
土曜・休日には日中時間帯以外に、下りが平日の通勤快速に代わる列車として東京発19 - 21時台に運転されていた。これらの「アクティー」は、かつては通勤快速と同様に東京駅毎時50分発であったが、2007年3月18日改正で戸塚駅停車となったことで所要時間が伸びたため、この改正からは毎時48分発、2010年12月4日改正からは47分発と早くなった。2015年3月14日改正では19時48分・20時48分・21時49分発となった。これらの列車は上野東京ラインの開業以降も東京始発で運転されていた。
湘南新宿ライン運転開始以前は「湘南ライナー」で運用されていた全車2階建ての215系も一部の列車で使用されていたが、現在ではすべて普通列車と共通の車両で運用されている。2006年3月18日のダイヤ改正以降、一部列車を除いて宇都宮線内も含め全区間で15両編成での運転となっている。
国鉄時代には、横須賀線との分離運転開始後の1981年10月ダイヤ改正より、休日を中心に伊東線・伊豆急行線や御殿場線に直通する快速が運転されていた（臨時列車扱い）。1984年2月・1985年3月改正時点では東海道線内のみで平日に運転される列車も上り・下り1本ずつ存在したが、平日の快速は1986年3月3日改正でいったん廃止となっている。現在の「アクティー」との違いは、新橋駅・戸塚駅・茅ケ崎駅・早川駅・根府川駅を通過する点であった（一部例外あり）。
2023年3月18日のダイヤ改正を以て廃止された。

## 使用車両
以下では、1950年の湘南電車の登場以来、東京駅 - 熱海駅間の普通列車（快速を含む）で使用されてきた車両について解説する。
太平洋戦争終戦直後まで客車によって運転されていた東海道本線東京駅発着の普通列車は、1950年（昭和25年）に登場した80系により電車化された。当時、電車は都市近郊の近距離区間でのみ運転されるものであった中、長距離での電車運用は前例のない画期的なものであり、普通列車のほかに準急列車にも充当された。その後、1958年には80系の後継として153系（新製時は91系）が登場。普通列車から準急、急行までの幅広い運用をこなした。しかし80系・153系は片開き2ドア・クロスシートの車両であり、混雑による遅延の慢性化が問題となった背景から、1962年（昭和37年）以降は両開き3ドア・セミクロスシートの111系・113系が登場。国鉄末期から民営化直後（1980年後半-1990年代前半）にかけて登場した211系も3ドア車体を引き継いだが、定員の多いロングシート車の比率が高くなった。21世紀に入ると扉の数をさらに増やした4ドアのE231系・E217系・E233系が投入され、2012年4月の211系運用終了によって普通列車用車両は4ドア（2階建てグリーン車は2ドア）に統一された。
現在使用されている車両には、80系から代々引き継がれている車体色である、通称「湘南色」と呼ばれるオレンジと緑のツートーンカラー（■■）の帯が巻かれている。複々線区間ではこれによって並行する横須賀線電車との区別が可能となっている。なお湘南新宿ラインに使用される車両も同じ湘南色が使われている。編成は一部を除いて15両または10両であり、熱海寄りから1号車、2号車…の順に号車番号が付けられている。4号車・5号車は2階建てグリーン車（自由席）、それ以外は普通車となっている。
113系ロングシート改造車以降、ラッシュ時の混雑対策のためにロングシート車の割合が増えたが、E217系・E231系・E233系では編成の一部車両をセミクロスシート車両としている。15両編成の場合普通車13両中4両ないし6両、10両編成の場合普通車8両中2両ないし4両、E217系では同3両がセミクロスシートである。また、バリアフリー対応の洋式トイレが設置されている。
| 1 | 2 | 3 | 4 | 5 | 6 | 7 | 8 | 9 | 10 |

| 11 | 12 | 13 | 14 | 15 |

以下では、これまで普通列車として使用されてきた車両について解説し、一部準急・急行にも混用されていた形式を含む。ここで列挙する車両はすべて電車である。以下のうち、現在一般列車で使用されている車両はE231系とE233系であり、2015年3月から両形式の併結も行われている。なお常磐線に直通する車両については「その他」にまとめている。
80系
従来より客車で運転されてきた普通列車を電車化するため、1950年3月から東京駅 - 沼津駅間にて運転を開始し、1950年10月からは準急列車にも運用されるようになった。基本編成10両+付属編成5両（当初は4両）の構成で、従来の電車には無かった長編成を実現させた。室内構造は従来の客車に準じており、デッキ付片開き2ドア、座席はクロスシート主体。初期車は前面3枚窓でのちに製造された車両から前面2枚窓のスタイルとなった。オレンジと緑の塗色も当時は斬新で、以降「湘南色」として定着した。111系・113系への置き換えによって1977年に運用を終了した。

153系（新製時は91系）
80系に代わり1958年から投入された急行形電車で、普通列車としての運用が主だったが急行や準急にも幅広く運用された。一部、155系、163系、165系等も混用し、1983年2月に運用を終了した（165系は1996年3月まで運用された）。

111・113系
ラッシュ時の混雑対策として両開きドアを1両あたり3箇所に装備し、車内の座席をセミクロスシートとした近郊形電車で、まず111系が1962年に投入された。前面には貫通扉を装備。1964年からは電動機の出力を上げた113系へと発展するが、車内設備は111系と変わらない。編成は基本編成11両+付属編成4両。民営化後はJR東日本に継承されたが、付属編成にはJR東海の4両編成も使用され、JR東日本の基本編成に連結して運転された。1989年にはステンレス製の2階建てグリーン車を連結。40年以上にわたって東海道線の輸送を支えてきたが、211系・E231系への置き換えによって2006年に運用を終了した。

211系
国鉄末期の1986年3月より運転を開始したステンレス車両。山手線用の205系通勤形電車のシステムに、抑速ブレーキ機能を追加し、113系と同様の両開き3ドアの近郊形仕様としたものである。0番台の車両番号を持つ車両は113系に準じたセミクロスシート、2000番台の車両はロングシートとなっている。編成は基本編成10両+付属編成5両。1989年以降、113系と同様に2階建てグリーン車が連結された。E233系への置き換えによって2012年に運用を終了した。

215系
113系・211系の2階建てグリーン車での実績を活かし、遠距離通勤者向けに列車の定員増とスピードアップを目的に1992年より製造された、全車2階建て構造の近郊形電車。登場以来、「湘南ライナー」などの通勤ライナーで運用されている。登場から2001年までは日中の快速「アクティー」、その後2004年までは湘南新宿ラインの新宿駅折り返し列車にも使用された。2021年3月12日の湘南ライナー廃止をもって運行を終了した。

E231系近郊タイプ
2000年より従来の通勤形と近郊形を一体化させたJR東日本独自の「一般形車両」として製造され、各線ごとにバリエーションを持たせながら首都圏各線に投入された。東海道線には、湘南新宿ラインの運転が開始された2001年より、直通先の高崎線からグリーン車のない近郊タイプ車が乗り入れを始め、2004年からは2階建てグリーン車を1編成あたり2両組み込んだ東海道線仕様の車両が運用を開始した。普通車はロングシート車とセミクロスシート車が共存しており、ドア数は通勤形と同様の4ドアである。JR東海沼津駅への乗り入れ運用も存在する。

E217系
1994年に近郊形車両で初の4ドア車として横須賀線・総武快速線に登場し、2006年より一部の編成が10両+5両の編成に組み替えのうえ東海道線に転用された。2015年3月改正で東海道線での運用を終了。

E233系3000番台
E231系の設計を基本として、主要機器の二重化によって「故障に強い」車両として首都圏各線向けに製造されている車両。上述のE217系を横須賀線・総武快速線車両の予備車確保のために同線に戻すこととなり、その穴埋めとして2008年・2010年に東海道線に投入された。また2011年から翌年にかけては211系の置き換えのために増備が行われた。東海道線で運用されている車両は車両番号が3000番台となっており、室内設備はE231系近郊タイプに準じている。当初は東京駅発着系統のみで運用されていたが、2015年3月改正からはE231系と共通運用となり湘南新宿ラインでも運用されるようになった。JR東海沼津駅への乗り入れ運用も存在する。

その他
御殿場線からの直通列車として、72系・115系が国府津駅 - 小田原駅間で運転されていた。また1973年まで1日1往復運転されていた東京駅経由高崎線直通列車にも、115系が使用されていた（グリーン車なし）。
また、特急・急行・準急など優等列車用の車両にも、普通列車として運用されてきたものがある。前項と一部重複するが、急行形車両では80系、153系・155系・163系・165系、特急形車両では185系（東京駅発伊東駅行きなど、2013年3月15日まで）・JR東海373系（東京駅 - 静岡駅間、1996年から2012年3月まで）が該当する。これらの車輌は2ドアであった。80系・153系に関しては準急・急行運用よりも普通列車運用の比率が高かったため、湘南電車運行の一翼を担っていたと言える。特に153系・155系・163系・165系は、1981年から1985年まで、12両編成の急行「東海」と4両編成の急行「ごてんば」の併結（東京駅 - 国府津駅間）運転で、16両編成の旅客列車が存在していた時期もあった（ごてんば廃止により5年足らずで消滅）。
2015年3月14日からは上野東京ライン開業に伴い、常磐線のE231系通勤タイプ（グリーン車なし。一部我孫子駅から成田線直通）とE531系（品川駅 - 取手駅以遠）が東京駅 - 品川駅間で直通運転を開始した。

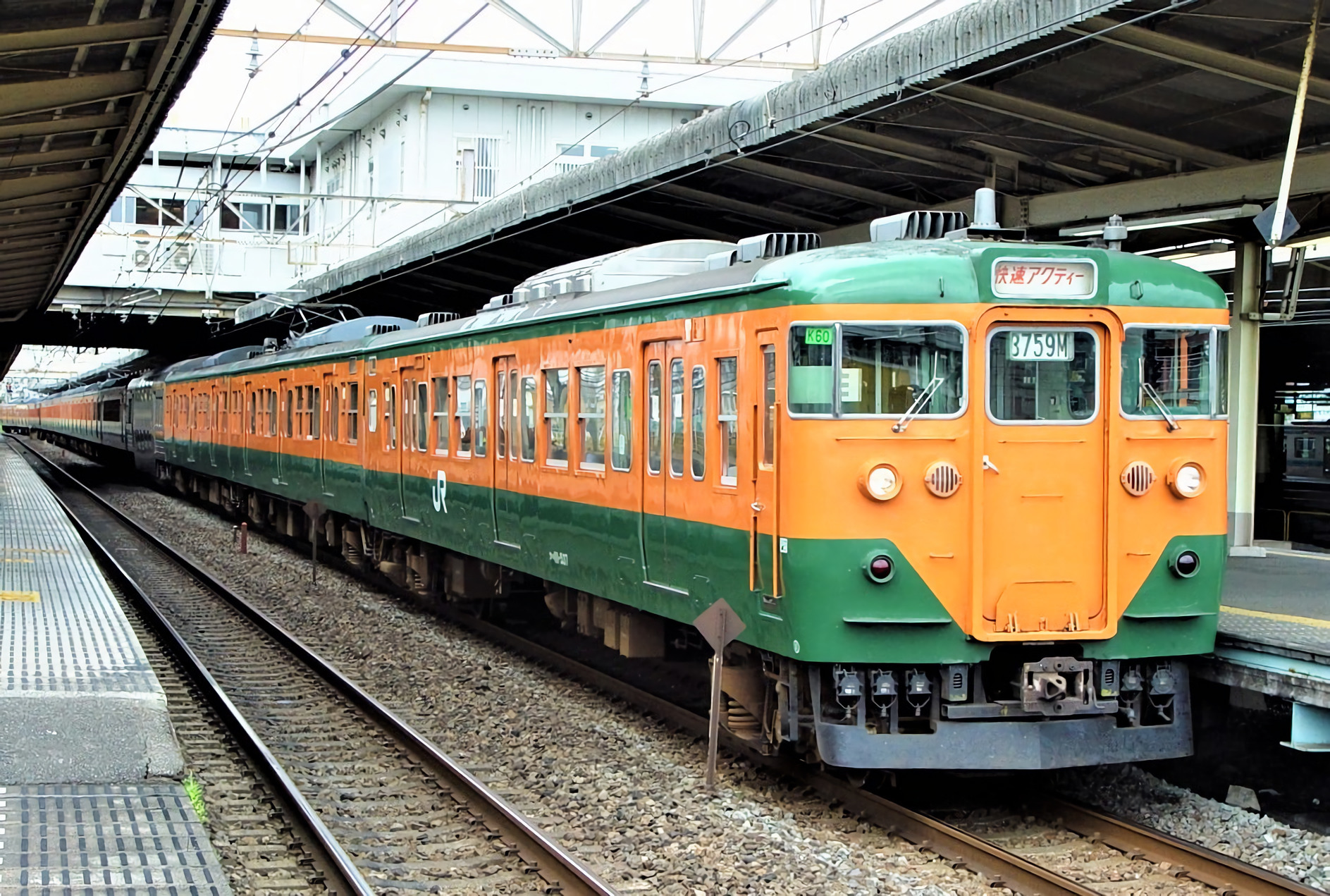
113系
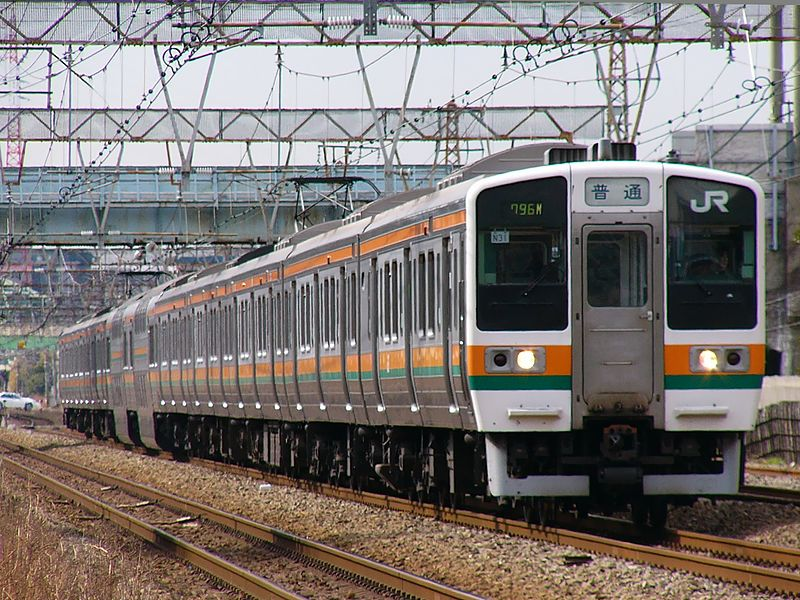
211系
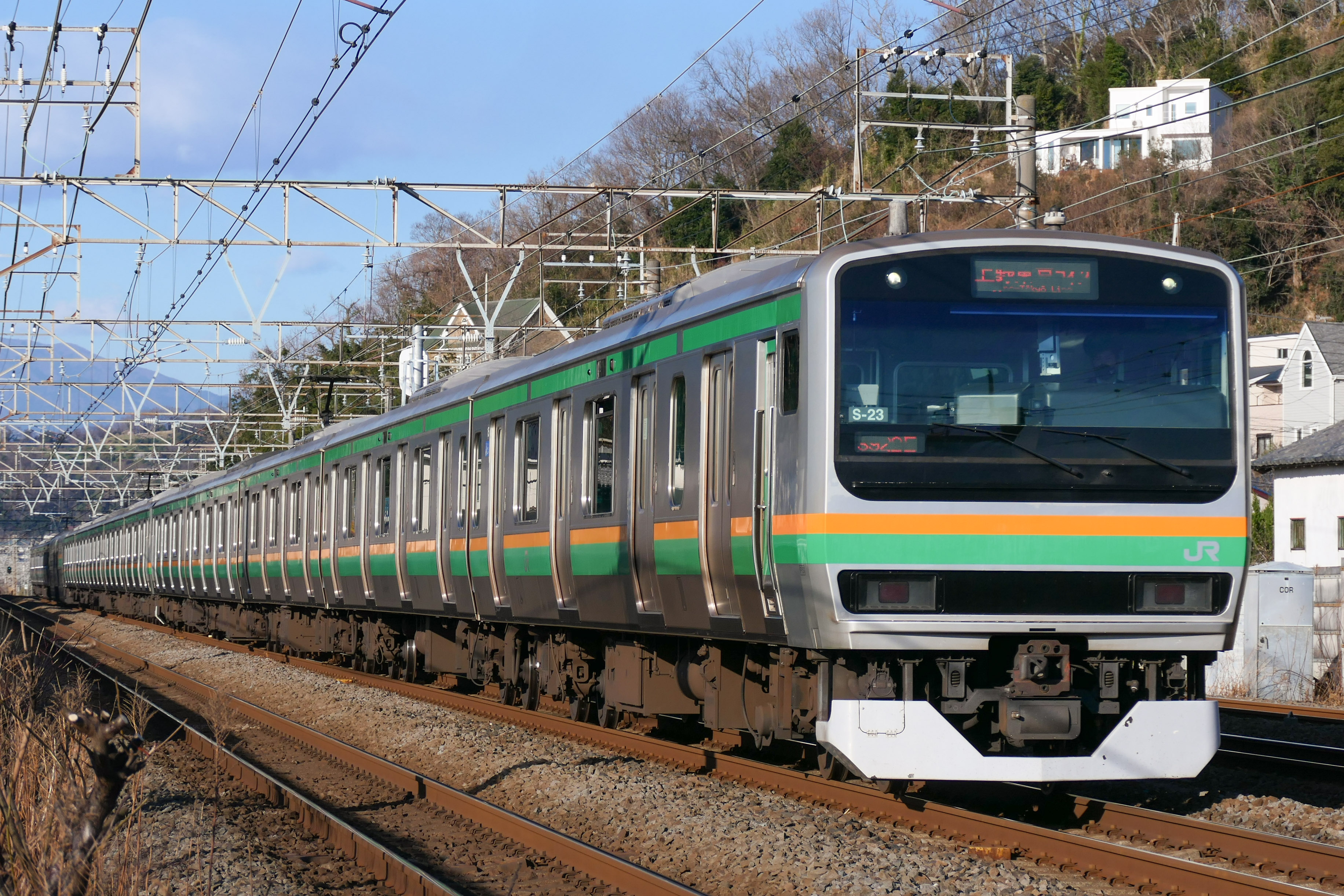
E231系近郊タイプ
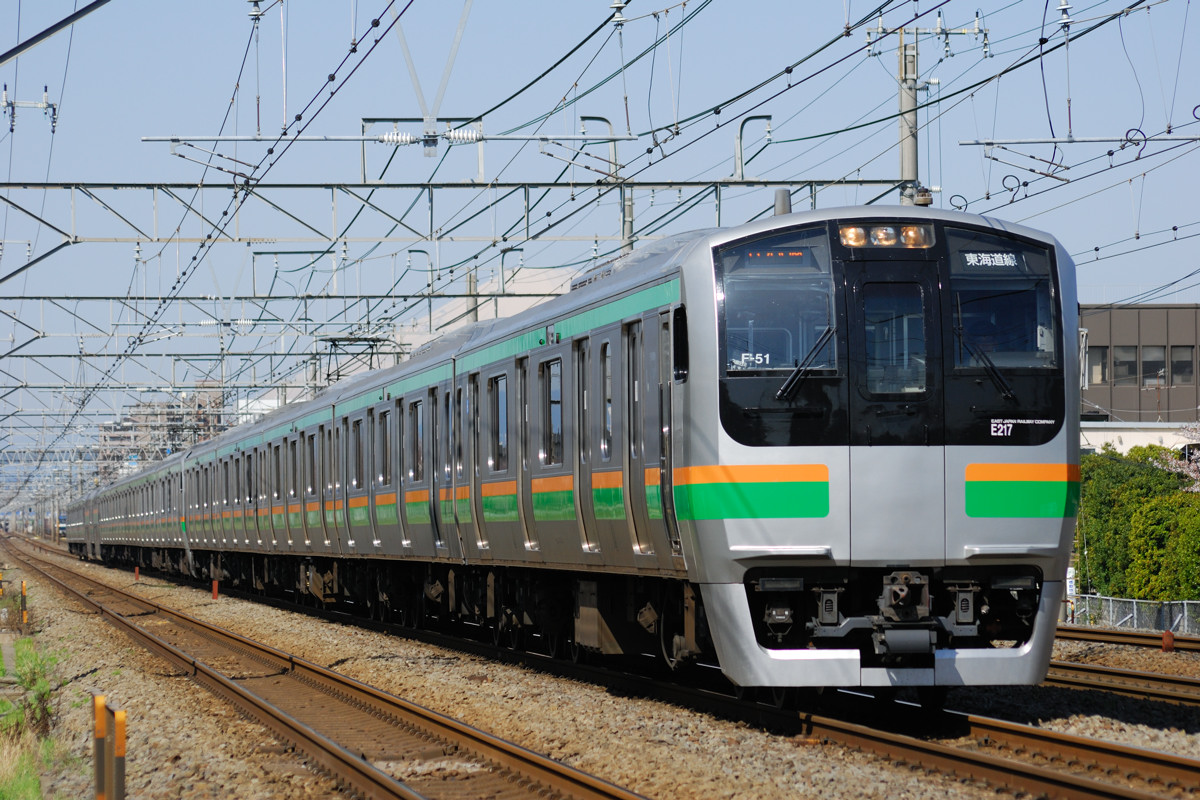
E217系
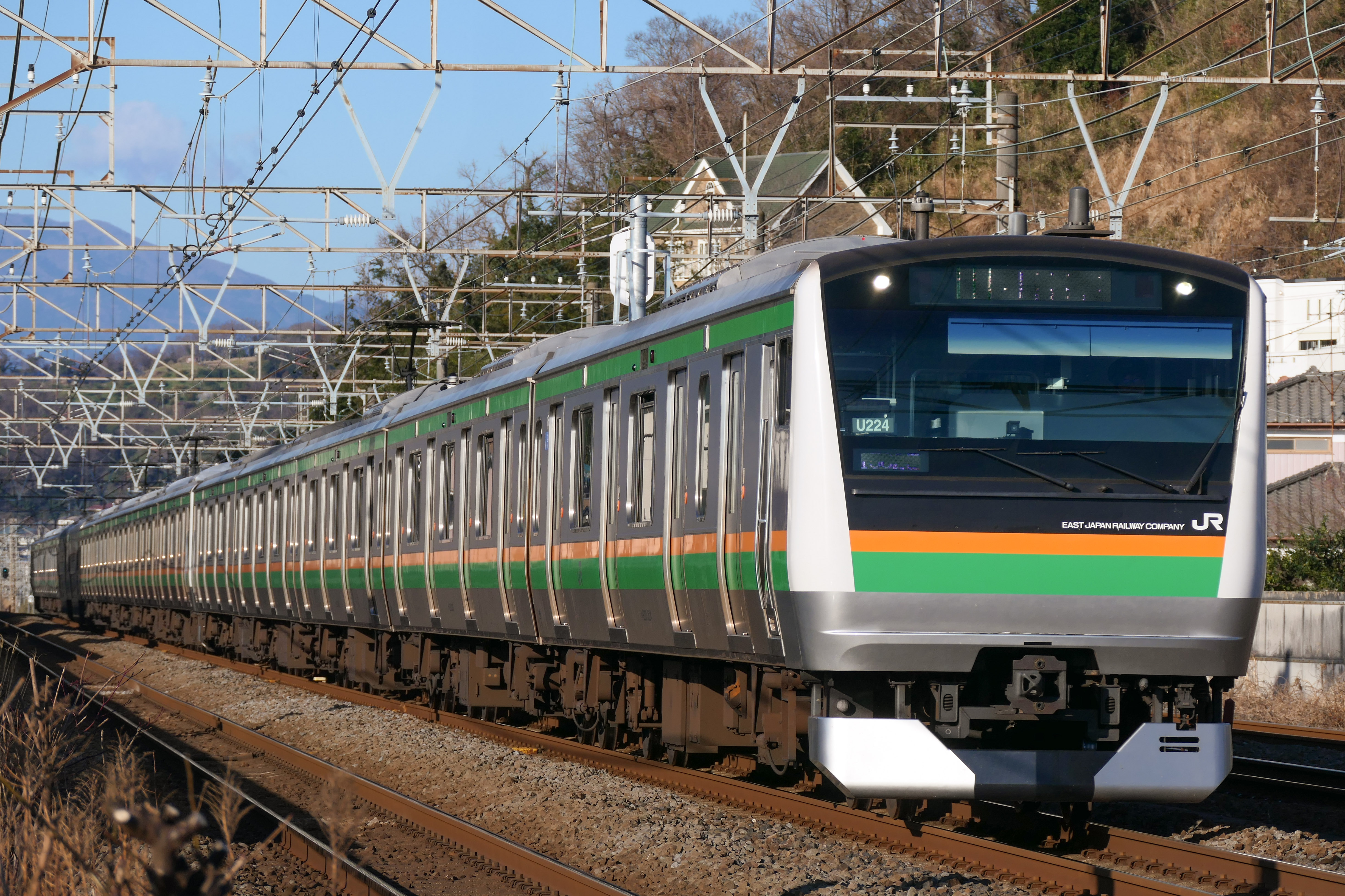
E233系3000番台
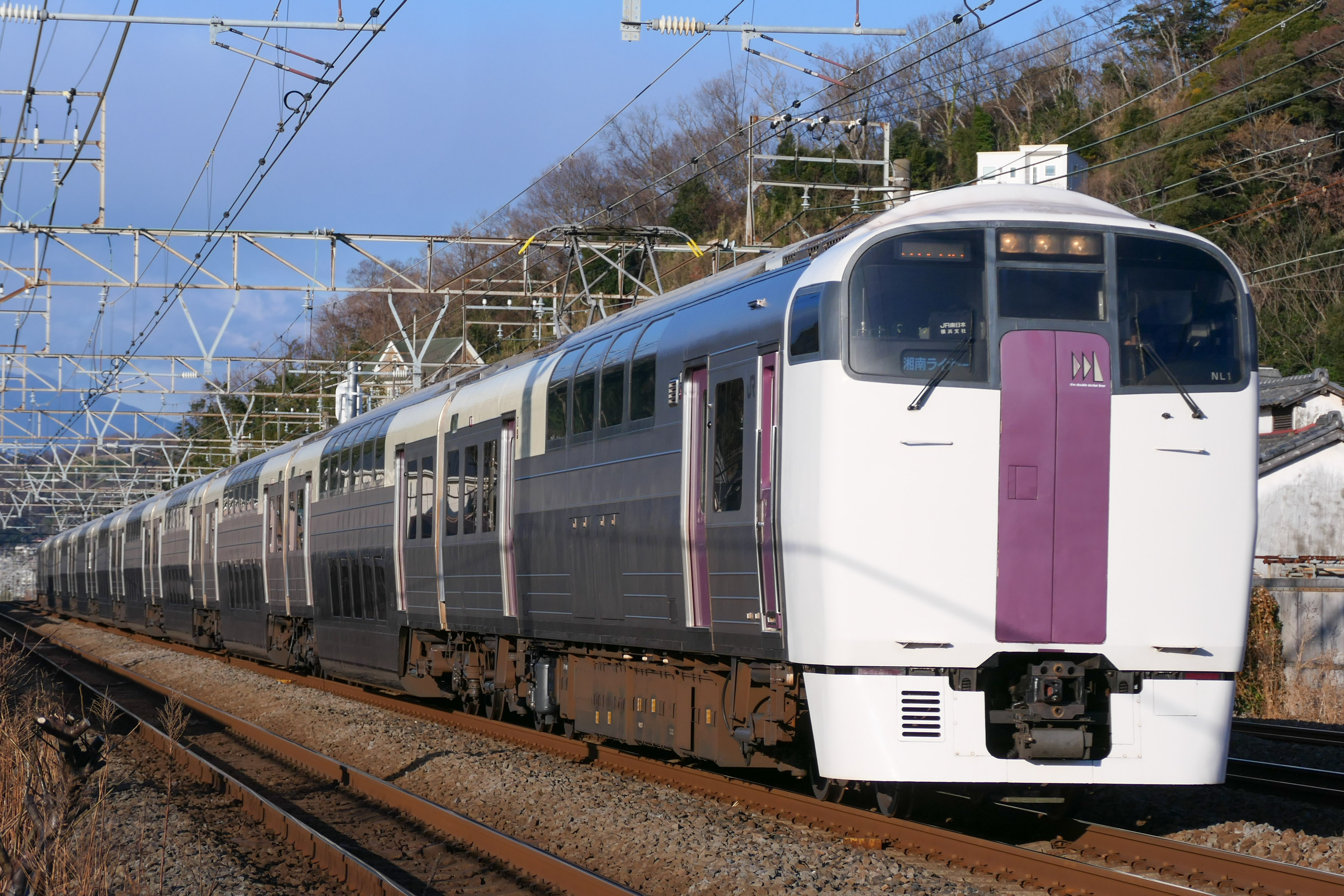
215系

東海道線東京口における「湘南電車」運行車両の変遷を以下に示す。
| 運行事業者 | 国鉄（ - 1987年） | 国鉄（ - 1987年） | 国鉄（ - 1987年） | 国鉄（ - 1987年） | 国鉄（ - 1987年） | 国鉄（ - 1987年） | 国鉄（ - 1987年） | 国鉄（ - 1987年） | 国鉄（ - 1987年） | 国鉄（ - 1987年） | 国鉄（ - 1987年） | 国鉄（ - 1987年） | 国鉄（ - 1987年） | 国鉄（ - 1987年） | 国鉄（ - 1987年） | 国鉄（ - 1987年） | 国鉄（ - 1987年） | 国鉄（ - 1987年） | 国鉄（ - 1987年） | 国鉄（ - 1987年） | 国鉄（ - 1987年） | 国鉄（ - 1987年） | 国鉄（ - 1987年） | 国鉄（ - 1987年） | 国鉄（ - 1987年） | 国鉄（ - 1987年） | 国鉄（ - 1987年） | 国鉄（ - 1987年） | 国鉄（ - 1987年） | 国鉄（ - 1987年） | 国鉄（ - 1987年） | 国鉄（ - 1987年） | 国鉄（ - 1987年） | 国鉄（ - 1987年） | 国鉄（ - 1987年） | 国鉄（ - 1987年） | 国鉄（ - 1987年） | JR東日本（1987年 - ） | JR東日本（1987年 - ） | JR東日本（1987年 - ） | JR東日本（1987年 - ） | JR東日本（1987年 - ） | JR東日本（1987年 - ） | JR東日本（1987年 - ） | JR東日本（1987年 - ） | JR東日本（1987年 - ） | JR東日本（1987年 - ） | JR東日本（1987年 - ） | JR東日本（1987年 - ） | JR東日本（1987年 - ） | JR東日本（1987年 - ） | JR東日本（1987年 - ） | JR東日本（1987年 - ） | JR東日本（1987年 - ） | JR東日本（1987年 - ） | JR東日本（1987年 - ） | JR東日本（1987年 - ） | JR東日本（1987年 - ） | JR東日本（1987年 - ） | JR東日本（1987年 - ） | JR東日本（1987年 - ） | JR東日本（1987年 - ） | JR東日本（1987年 - ） | JR東日本（1987年 - ） | JR東日本（1987年 - ） | JR東日本（1987年 - ） | JR東日本（1987年 - ） | JR東日本（1987年 - ） | JR東日本（1987年 - ） | JR東日本（1987年 - ） | JR東日本（1987年 - ） |          |          |          |          |          |          |          |          |          |
| 形式       | 1950年代          | 1950年代          | 1950年代          | 1950年代          | 1950年代          | 1950年代          | 1950年代          | 1950年代          | 1950年代          | 1950年代          | 1960年代          | 1960年代          | 1960年代          | 1960年代          | 1960年代          | 1960年代          | 1960年代          | 1960年代          | 1960年代          | 1960年代          | 1970年代          | 1970年代          | 1970年代          | 1970年代          | 1970年代          | 1970年代          | 1970年代          | 1970年代          | 1970年代          | 1970年代          | 1980年代          | 1980年代          | 1980年代          | 1980年代          | 1980年代          | 1980年代          | 1980年代          | 1980年代              | 1980年代              | 1980年代              | 1990年代              | 1990年代              | 1990年代              | 1990年代              | 1990年代              | 1990年代              | 1990年代              | 1990年代              | 1990年代              | 1990年代              | 2000年代              | 2000年代              | 2000年代              | 2000年代              | 2000年代              | 2000年代              | 2000年代              | 2000年代              | 2000年代              | 2000年代              | 2010年代              | 2010年代              | 2010年代              | 2010年代              | 2010年代              | 2010年代              | 2010年代              | 2010年代              | 2010年代              | 2010年代              | 2020年代              | 2020年代 | 2020年代 | 2020年代 | 2020年代 | 2020年代 | 2020年代 | 2020年代 | 2020年代 | 2020年代 |
| 80系       | 1950年-1977年     | 1950年-1977年     | 1950年-1977年     | 1950年-1977年     | 1950年-1977年     | 1950年-1977年     | 1950年-1977年     | 1950年-1977年     | 1950年-1977年     | 1950年-1977年     | 1950年-1977年     | 1950年-1977年     | 1950年-1977年     | 1950年-1977年     | 1950年-1977年     | 1950年-1977年     | 1950年-1977年     | 1950年-1977年     | 1950年-1977年     | 1950年-1977年     | 1950年-1977年     | 1950年-1977年     | 1950年-1977年     | 1950年-1977年     | 1950年-1977年     | 1950年-1977年     | 1950年-1977年     | 1950年-1977年     |                   |                   |                   |                   |                   |                   |                   |                   |                   |                       |                       |                       |                       |                       |                       |                       |                       |                       |                       |                       |                       |                       |                       |                       |                       |                       |                       |                       |                       |                       |                       |                       |                       |                       |                       |                       |                       |                       |                       |                       |                       |                       |                       |          |          |          |          |          |          |          |          |          |
| 153系      |                   |                   |                   |                   |                   |                   |                   |                   | 1958年-1983年     | 1958年-1983年     | 1958年-1983年     | 1958年-1983年     | 1958年-1983年     | 1958年-1983年     | 1958年-1983年     | 1958年-1983年     | 1958年-1983年     | 1958年-1983年     | 1958年-1983年     | 1958年-1983年     | 1958年-1983年     | 1958年-1983年     | 1958年-1983年     | 1958年-1983年     | 1958年-1983年     | 1958年-1983年     | 1958年-1983年     | 1958年-1983年     | 1958年-1983年     | 1958年-1983年     | 1958年-1983年     | 1958年-1983年     | 1958年-1983年     | 1958年-1983年     |                   |                   |                   |                       |                       |                       |                       |                       |                       |                       |                       |                       |                       |                       |                       |                       |                       |                       |                       |                       |                       |                       |                       |                       |                       |                       |                       |                       |                       |                       |                       |                       |                       |                       |                       |                       |                       |          |          |          |          |          |          |          |          |          |
| 111・113系 |                   |                   |                   |                   |                   |                   |                   |                   |                   |                   |                   |                   | 1962年-2006年     | 1962年-2006年     | 1962年-2006年     | 1962年-2006年     | 1962年-2006年     | 1962年-2006年     | 1962年-2006年     | 1962年-2006年     | 1962年-2006年     | 1962年-2006年     | 1962年-2006年     | 1962年-2006年     | 1962年-2006年     | 1962年-2006年     | 1962年-2006年     | 1962年-2006年     | 1962年-2006年     | 1962年-2006年     | 1962年-2006年     | 1962年-2006年     | 1962年-2006年     | 1962年-2006年     | 1962年-2006年     | 1962年-2006年     | 1962年-2006年     | 1962年-2006年         | 1962年-2006年         | 1962年-2006年         | 1962年-2006年         | 1962年-2006年         | 1962年-2006年         | 1962年-2006年         | 1962年-2006年         | 1962年-2006年         | 1962年-2006年         | 1962年-2006年         | 1962年-2006年         | 1962年-2006年         | 1962年-2006年         | 1962年-2006年         | 1962年-2006年         | 1962年-2006年         | 1962年-2006年         | 1962年-2006年         | 1962年-2006年         |                       |                       |                       |                       |                       |                       |                       |                       |                       |                       |                       |                       |                       |                       |          |          |          |          |          |          |          |          |          |
| 211系      |                   |                   |                   |                   |                   |                   |                   |                   |                   |                   |                   |                   |                   |                   |                   |                   |                   |                   |                   |                   |                   |                   |                   |                   |                   |                   |                   |                   |                   |                   |                   |                   |                   |                   |                   |                   | 1986年-2012年     | 1986年-2012年         | 1986年-2012年         | 1986年-2012年         | 1986年-2012年         | 1986年-2012年         | 1986年-2012年         | 1986年-2012年         | 1986年-2012年         | 1986年-2012年         | 1986年-2012年         | 1986年-2012年         | 1986年-2012年         | 1986年-2012年         | 1986年-2012年         | 1986年-2012年         | 1986年-2012年         | 1986年-2012年         | 1986年-2012年         | 1986年-2012年         | 1986年-2012年         | 1986年-2012年         | 1986年-2012年         | 1986年-2012年         | 1986年-2012年         | 1986年-2012年         | 1986年-2012年         |                       |                       |                       |                       |                       |                       |                       |                       |          |          |          |          |          |          |          |          |          |
| 215系      |                   |                   |                   |                   |                   |                   |                   |                   |                   |                   |                   |                   |                   |                   |                   |                   |                   |                   |                   |                   |                   |                   |                   |                   |                   |                   |                   |                   |                   |                   |                   |                   |                   |                   |                   |                   |                   |                       |                       |                       |                       |                       | 1992年-2021年         | 1992年-2021年         | 1992年-2021年         | 1992年-2021年         | 1992年-2021年         | 1992年-2021年         | 1992年-2021年         | 1992年-2021年         | 1992年-2021年         | 1992年-2021年         | 1992年-2021年         | 1992年-2021年         | 1992年-2021年         | 1992年-2021年         | 1992年-2021年         | 1992年-2021年         | 1992年-2021年         | 1992年-2021年         | 1992年-2021年         | 1992年-2021年         | 1992年-2021年         | 1992年-2021年         | 1992年-2021年         | 1992年-2021年         | 1992年-2021年         | 1992年-2021年         | 1992年-2021年         | 1992年-2021年         | 1992年-2021年         |          |          |          |          |          |          |          |          |          |
| E231系     |                   |                   |                   |                   |                   |                   |                   |                   |                   |                   |                   |                   |                   |                   |                   |                   |                   |                   |                   |                   |                   |                   |                   |                   |                   |                   |                   |                   |                   |                   |                   |                   |                   |                   |                   |                   |                   |                       |                       |                       |                       |                       |                       |                       |                       |                       |                       |                       |                       |                       |                       | 2001年-               | 2001年-               | 2001年-               | 2001年-               | 2001年-               | 2001年-               | 2001年-               | 2001年-               | 2001年-               | 2001年-               | 2001年-               | 2001年-               | 2001年-               | 2001年-               | 2001年-               | 2001年-               | 2001年-               | 2001年-               | 2001年-               | 2001年-               |          |          |          |          |          |          |          |          |          |
| E217系     | 2006年-2015年     | 2006年-2015年     | 2006年-2015年     | 2006年-2015年     | 2006年-2015年     | 2006年-2015年     | 2006年-2015年     | 2006年-2015年     | 2006年-2015年     | 2006年-2015年     | 2006年-2015年     | 2006年-2015年     | 2006年-2015年     | 2006年-2015年     | 2006年-2015年     | 2006年-2015年     | 2006年-2015年     | 2006年-2015年     | 2006年-2015年     | 2006年-2015年     | 2006年-2015年     | 2006年-2015年     | 2006年-2015年     | 2006年-2015年     | 2006年-2015年     | 2006年-2015年     | 2006年-2015年     | 2006年-2015年     | 2006年-2015年     | 2006年-2015年     | 2006年-2015年     | 2006年-2015年     | 2006年-2015年     | 2006年-2015年     | 2006年-2015年     | 2006年-2015年     | 2006年-2015年     | 2006年-2015年         | 2006年-2015年         | 2006年-2015年         | 2006年-2015年         | 2006年-2015年         | 2006年-2015年         | 2006年-2015年         | 2006年-2015年         | 2006年-2015年         | 2006年-2015年         | 2006年-2015年         | 2006年-2015年         | 2006年-2015年         | 2006年-2015年         | 2006年-2015年         | 2006年-2015年         | 2006年-2015年         | 2006年-2015年         | 2006年-2015年         |                       |                       |                       |                       |                       |                       |                       |                       |                       |                       |                       |                       |                       |                       |                       |          |          |          |          |          |          |          |          |          |
| E233系     |                   |                   |                   |                   |                   |                   |                   |                   |                   |                   |                   |                   |                   |                   |                   |                   |                   |                   |                   |                   |                   |                   |                   |                   |                   |                   |                   |                   |                   |                   |                   |                   |                   |                   |                   |                   |                   |                       |                       |                       |                       |                       |                       |                       |                       |                       |                       |                       |                       |                       |                       |                       |                       |                       |                       |                       |                       |                       | 2008年-               | 2008年-               | 2008年-               | 2008年-               | 2008年-               | 2008年-               | 2008年-               | 2008年-               | 2008年-               | 2008年-               | 2008年-               | 2008年-               | 2008年-               |          |          |          |          |          |          |          |          |          |

## 利用状況

### 混雑率の推移
2023年度の朝ラッシュ時最混雑区間は川崎駅 → 品川駅間であり、ピーク時の混雑率は151%である。
東京駅から営業キロで60 km以上離れた平塚駅までの各駅は一日平均乗車人員が5万人を越えている。1997年度まで混雑率が220%を上回っていたが、2001年度に湘南新宿ラインが開業すると輸送人員が減少し、2010年度に混雑率が190%を下回った。2014年度に上野東京ラインが開業すると輸送人員が増加に転じている。
| 年度               | 最混雑区間（川崎 → 品川間）輸送実績 | 最混雑区間（川崎 → 品川間）輸送実績 | 最混雑区間（川崎 → 品川間）輸送実績 | 最混雑区間（川崎 → 品川間）輸送実績 | 特記事項                        |
| 年度               | 運転本数：本                        | 輸送力：人                          | 輸送量：人                          | 混雑率：%                           | 特記事項                        |
| ------------------ | ----------------------------------- | ----------------------------------- | ----------------------------------- | ----------------------------------- | ------------------------------- |
| 1970年（昭和45年） |                                     | 16,050                              | 41,898                              | 261                                 | 最混雑区間は大船 → 横浜間       |
| 1975年（昭和50年） | 12                                  | 16,790                              | 44,800                              | 267                                 |                                 |
| 1980年（昭和55年） | 16                                  | 22,510                              | 57,700                              | 256                                 |                                 |
| 1985年（昭和60年） | 17                                  | 24,310                              | 60,570                              | 256                                 | 最混雑区間を川崎 → 品川間に変更 |
| 1986年（昭和61年） | 19                                  | 27,620                              | 63,250                              | 229                                 |                                 |
| 1987年（昭和62年） | 19                                  | 27,620                              | 63,276                              | 229                                 |                                 |
| 1988年（昭和63年） | 19                                  | 27,770                              | 69,300                              | 252                                 |                                 |
| 1989年（平成元年） | 19                                  | 28,070                              | 71,287                              | 254                                 |                                 |
| 1990年（平成02年） | 19                                  | 30,230                              | 72,570                              | 240                                 |                                 |
| 1991年（平成03年） | 19                                  | 32,460                              | 73,500                              | 226                                 |                                 |
| 1992年（平成04年） | 19                                  | 32,460                              | 74,330                              | 229                                 |                                 |
| 1993年（平成05年） | 19                                  | 32,460                              | 74,120                              | 228                                 |                                 |
| 1994年（平成06年） | 19                                  | 32,460                              | 74,010                              | 228                                 |                                 |
| 1995年（平成07年） | 19                                  | 32,460                              | 74,330                              | 228                                 |                                 |
| 1996年（平成08年） | 19                                  | 32,460                              | 74,460                              | 229                                 |                                 |
| 1997年（平成09年） | 19                                  | 32,460                              | 74,470                              | 229                                 |                                 |
| 1998年（平成10年） | 21                                  | 35,320                              | 73,990                              | 209                                 |                                 |
| 1999年（平成11年） | 21                                  | 35,280                              | 73,790                              | 209                                 |                                 |
| 2000年（平成12年） | 21                                  | 35,280                              | 73,380                              | 208                                 |                                 |
| 2001年（平成13年） | 21                                  | 35,280                              |                                     | 207                                 | 湘南新宿ライン開業年度          |
| 2002年（平成14年） | 21                                  | 35,280                              | 72,530                              | 206                                 |                                 |
| 2003年（平成15年） | 21                                  | 35,280                              | 71,880                              | 204                                 |                                 |
| 2004年（平成16年） |                                     |                                     |                                     | 200                                 |                                 |
| 2005年（平成17年） |                                     | 32,680                              | 64,600                              | 198                                 |                                 |
| 2006年（平成18年） | 19                                  |                                     | 65,600                              | 190                                 |                                 |
| 2007年（平成19年） | 19                                  |                                     | 64,100                              | 191                                 |                                 |
| 2008年（平成20年） | 19                                  | 34,412                              | 65,700                              | 191                                 |                                 |
| 2009年（平成21年） | 19                                  | 34,516                              | 65,500                              | 190                                 |                                 |
| 2010年（平成22年） | 19                                  | 34,432                              | 64,850                              | 188                                 |                                 |
| 2011年（平成23年） | 19                                  | 34,432                              | 63,900                              | 186                                 |                                 |
| 2012年（平成24年） | 19                                  | 35,036                              | 64,220                              | 183                                 |                                 |
| 2013年（平成25年） | 19                                  | 35,036                              | 64,200                              | 183                                 |                                 |
| 2014年（平成26年） | 19                                  | 35,036                              | 63,660                              | 182                                 | 上野東京ライン開業年度          |
| 2015年（平成27年） | 19                                  | 35,036                              | 63,670                              | 182                                 |                                 |
| 2016年（平成28年） | 19                                  | 35,036                              | 64,400                              | 184                                 |                                 |
| 2017年（平成29年） | 19                                  | 35,036                              | 65,600                              | 187                                 |                                 |
| 2018年（平成30年） | 19                                  | 35,036                              | 66,780                              | 191                                 |                                 |
| 2019年（令和元年） | 19                                  | 35,036                              | 67,560                              | 193                                 |                                 |
| 2020年（令和02年） | 19                                  | 35,036                              | 35,930                              | 103                                 | 新型コロナウイルス感染拡大      |
| 2021年（令和03年） | 19                                  | 35,036                              | 36,430                              | 104                                 |                                 |
| 2022年（令和04年） | 17                                  | 31,348                              | 42,060                              | 134                                 |                                 |
| 2023年（令和05年） | 17                                  | 31,348                              | 47,400                              | 151                                 |                                 |

### 東京圏と北関東との間の鉄道需要
| 出発地＼目的地 | 栃木県 | 群馬県 | 茨城県   | 合計   | -     |
| -------------- | ------ | ------ | -------- | ------ | ----- |
| 埼玉県         | 642    | 471    | 187      | 1,300  | -     |
| 東京都         | 3,075  | 1,869  | 1,903    | 6,847  | -     |
| 神奈川県       | 765    | 243    | 468      | 1,476  | -     |
| 千葉県         | 336    | 292    | 218      | 846    | -     |
| 合計           | 4,818  | 2,875  | 2,776    | -      | -     |
| 出発地＼目的地 | 埼玉県 | 東京都 | 神奈川県 | 千葉県 | 合計  |
| 栃木県         | 1,252  | 2,963  | 939      | 595    | 5,749 |
| 群馬県         | 935    | 2,027  | 415      | 485    | 3,862 |
| 茨城県         | 172    | 1,695  | 477      | 255    | 2,599 |
| 合計           | 2,359  | 6,685  | 1,831    | 1,335  | -     |

2000年に運輸省（現在の国土交通省）は、全国各都道府県について年間の都道府県間鉄道流動量の調査を行った。このうち、関東地方に関する調査結果を見ると、南関東 - 北関東間の鉄道需要が非常に高いものであることを示した。こうした背景を踏まえ、2001年12月1日に湘南新宿ラインが開業、さらに2015年3月14日に上野東京ラインが実現した。

### 熱海駅を跨ぐ直通需要
かつては熱海駅以西のJR東海管轄区間への直通列車が少なからず存在したが、2004年10月16日のダイヤ改正で多くの列車が熱海駅で系統が分離され、熱海駅を跨いで直通する列車が減便された。これは、丹那トンネルの東西で流動の太さに差異が認められるためであり、JR東日本も直通列車の削減について需要が少ないためと説明している。実際、東京・横浜方面からの観光・保養客の流動を見ても、東京の奥座敷として知られる熱海や湯河原、箱根（小田原経由）、伊東線・伊豆急行線方面が主な目的地となっているとともに、この区間の移動は東海道新幹線の利用よりも在来線の列車の利用が優勢となっている反面、丹那トンネル以西への広域移動は新幹線の利用が一般的ないし優勢となっており、通勤者の状況を見ても、熱海市までは東向きの流動が多く、関東大都市圏を構成する市町村も熱海市までとなっているのに対し、丹那トンネル以西の地域では、熱海駅を越える流動よりもJR東海管内で完結する流動が大部分を占めている。しかしながら、熱海駅をまたがる流動も一定数存在しており、このような乗客への便宜を図って、付属編成5両を用いた修善寺駅発着の特急「踊り子」や朝夕には沼津駅発着の直通列車の運転も行われている。

### 各駅の乗車人員
2019年（令和元年）度の乗車人員（降車人員含まず）は次の通り。
| 駅名   | 乗車人員（人） |
| ------ | -------------- |
| 東京   | 462,589        |
| 新橋   | 278,334        |
| 品川   | 377,337        |
| 川崎   | 215,234        |
| 横浜   | 419,440        |
| 戸塚   | 112,598        |
| 大船   | 98,926         |
| 藤沢   | 108,873        |
| 辻堂   | 59,409         |
| 茅ケ崎 | 55,778         |
| 平塚   | 60,941         |
| 大磯   | 8,053          |
| 二宮   | 13,165         |
| 国府津 | 5,845          |
| 鴨宮   | 12,432         |
| 小田原 | 33,460         |
| 早川   | 1,386          |
| 根府川 | 非公表         |
| 真鶴   | 3,133          |
| 湯河原 | 5,833          |
| 熱海   | 10,820         |

## データ

### 路線データ
東京駅 - 熱海駅間の列車線（旅客線）のもの。東海道貨物線は除く。
- 路線距離（営業キロ）：104.6 km
- 管轄（事業種別）
  - 東日本旅客鉄道（第一種鉄道事業者）：104.6 km（全線）
  - 日本貨物鉄道（第二種鉄道事業者）：97.8 km（品川駅 - 熱海駅間）
- 軌間：1,067 mm
- 駅数：21
- 複線区間：全線
- 電化区間：全線（直流1,500 V）
- 閉塞方式：自動閉塞式
- 保安装置：ATS-P
- 最高速度
  - 東京駅 - 戸塚駅間：110 km/h
  - 戸塚駅 - 小田原駅間：120 km/h
  - 小田原駅 - 熱海駅間：110 km/h
- 運転指令所：東京総合指令室
  - 準運転取扱駅（異常時、入換時は駅が信号を制御）：東京駅・品川駅・川崎駅・横浜駅・大船駅・平塚駅・国府津駅・小田原駅・真鶴駅・湯河原駅・熱海駅
- 列車運行管理システム：東京圏輸送管理システム (ATOS)（東京駅 - 湯河原駅間）
- 車両基地（所在駅）：東京総合車両センター田町センター（品川駅）・国府津車両センター（国府津駅）
- IC乗車カード対応区間：全区間（Suica首都圏エリア）[43]

東京駅 - 品川駅間が首都圏本部、川崎駅 - 熱海駅間が横浜支社の管轄であり、品川駅 - 川崎駅間に支社境界がある。

## 駅一覧
この節では、東京駅 - 熱海駅間の東海道線の停車駅と営業キロ・接続路線・停車列車を一覧で示し、また過去に存在した接続路線についても列挙する。廃駅・廃止信号場については「東海道本線」を参照。
- 特定都区市内 ： 山＝東京山手線内、区＝東京都区内、浜＝横浜市内
- 停車駅
  - 普通 ： 表中の東京駅 - 熱海駅間すべての駅に停車
  - 快速（各種） ： ●・■印の駅は停車
    - 湘南新宿ライン ： ■印の駅は横須賀線ホームに発着、|| 印の駅は経由しない

  - 常磐線直通 ： 表中の東京駅 - 品川駅間すべての駅に停車
  - 特急（踊り子・サフィール踊り子・湘南・サンライズ瀬戸・サンライズ出雲・ひたち・ときわ）： 各列車記事参照
- 接続路線 ： 東京駅 - 大船駅間の東日本旅客鉄道の路線名は運転系統上の名称（正式路線名とは異なる）。駅名が異なる場合は⇒印の後に駅名を記す。

| 直通運転区間 | 直通運転区間 | 直通運転区間 | 直通運転区間 | ■ 上野東京ライン：東京駅から上野駅・宇都宮線大宮駅経由 ■宇都宮線宇都宮駅まで ■高崎線高崎駅経由■両毛線前橋駅まで 常磐線（快速）取手駅経由■常磐線高萩駅（一部の特急のみいわき駅・仙台駅）まで 常磐線（快速）我孫子駅経由■成田線我孫子支線成田駅まで | ■ 上野東京ライン：東京駅から上野駅・宇都宮線大宮駅経由 ■宇都宮線宇都宮駅まで ■高崎線高崎駅経由■両毛線前橋駅まで 常磐線（快速）取手駅経由■常磐線高萩駅（一部の特急のみいわき駅・仙台駅）まで 常磐線（快速）我孫子駅経由■成田線我孫子支線成田駅まで | ■ 上野東京ライン：東京駅から上野駅・宇都宮線大宮駅経由 ■宇都宮線宇都宮駅まで ■高崎線高崎駅経由■両毛線前橋駅まで 常磐線（快速）取手駅経由■常磐線高萩駅（一部の特急のみいわき駅・仙台駅）まで 常磐線（快速）我孫子駅経由■成田線我孫子支線成田駅まで                                                                                               | ■ 上野東京ライン：東京駅から上野駅・宇都宮線大宮駅経由 ■宇都宮線宇都宮駅まで ■高崎線高崎駅経由■両毛線前橋駅まで 常磐線（快速）取手駅経由■常磐線高萩駅（一部の特急のみいわき駅・仙台駅）まで 常磐線（快速）我孫子駅経由■成田線我孫子支線成田駅まで | ■ 上野東京ライン：東京駅から上野駅・宇都宮線大宮駅経由 ■宇都宮線宇都宮駅まで ■高崎線高崎駅経由■両毛線前橋駅まで 常磐線（快速）取手駅経由■常磐線高萩駅（一部の特急のみいわき駅・仙台駅）まで 常磐線（快速）我孫子駅経由■成田線我孫子支線成田駅まで | ■ 上野東京ライン：東京駅から上野駅・宇都宮線大宮駅経由 ■宇都宮線宇都宮駅まで ■高崎線高崎駅経由■両毛線前橋駅まで 常磐線（快速）取手駅経由■常磐線高萩駅（一部の特急のみいわき駅・仙台駅）まで 常磐線（快速）我孫子駅経由■成田線我孫子支線成田駅まで | ■ 上野東京ライン：東京駅から上野駅・宇都宮線大宮駅経由 ■宇都宮線宇都宮駅まで ■高崎線高崎駅経由■両毛線前橋駅まで 常磐線（快速）取手駅経由■常磐線高萩駅（一部の特急のみいわき駅・仙台駅）まで 常磐線（快速）我孫子駅経由■成田線我孫子支線成田駅まで | |
| 直通運転区間 | 直通運転区間 | 直通運転区間 | 直通運転区間 | 湘南新宿ライン：横浜駅から武蔵小杉駅・新宿駅・大宮駅経由 ■高崎線高崎駅経由■両毛線前橋駅まで | | | | | | | |
| JT 01        | 東京駅 山区  | -            | 0.0          | \|\| | \|\| | 東日本旅客鉄道： 東北新幹線・北海道新幹線・山形新幹線・秋田新幹線・上越新幹線・北陸新幹線 宇都宮線（東北線）・高崎線・ 常磐線（快速）（JU 01） 中央線（JC 01）・ 山手線（JY 01）・ 京浜東北線 （JK 26） ・ 横須賀線・総武快速線（JO 19）・ 京葉線（JE 01） 東海旅客鉄道： 東海道新幹線 東京地下鉄： 丸ノ内線（M-17）・ 東西線 ⇒大手町駅（T-09） | 東京都 | 千代田区 | 千代田区 | | |
| JT 02        | 新橋駅 山区  | 1.9          | 1.9          | \|\| | \|\| | 東日本旅客鉄道： 山手線（JY 29）・ 京浜東北線（JK 24）・ 横須賀線・総武快速線（JO 18） 東京地下鉄： 銀座線（G-08） 都営地下鉄： 浅草線（A-10） ゆりかもめ： 東京臨海新交通臨海線（U-01） | 東京都 | 港区 | 港区 | | |
| JT 03        | 品川駅 山区  | 4.9          | 6.8          | \|\| | \|\| | 東日本旅客鉄道： 山手線（JY 25）・ 京浜東北線（JK 20）・ 横須賀線・総武快速線（JO 17） 東海旅客鉄道： 東海道新幹線 京浜急行電鉄： 本線（KK01） | 東京都 | 港区 | 港区 | | |
| JT 04        | 川崎駅 浜    | 11.4         | 18.2         | \|\| | \|\| | 東日本旅客鉄道： 京浜東北線（JK 16）・ 南武線（JN 01） 京浜急行電鉄： 本線・大師線 ⇒京急川崎駅（KK20） | 神奈川県 | 川崎市 | 川崎区 | | |
| JT 05        | 横浜駅 浜    | 10.6         | 28.8         | ■ | ■ | 東日本旅客鉄道： 京浜東北線・根岸線（JK 12）・ 横浜線 横須賀線（JO 13）・ 湘南新宿ライン〈武蔵小杉・渋谷・新宿・池袋方面〉（JS 13） 東急電鉄： 東横線（TY21） 横浜高速鉄道： みなとみらい線（MM01） 京浜急行電鉄： 本線（KK37） 相模鉄道： 相鉄本線（SO01） 横浜市営地下鉄： ブルーライン（3号線）（B20）                                       | 神奈川県 | 横浜市 | 西区 | | |
| JT 06        | 戸塚駅 浜    | 12.1         | 40.9         | ■ | ■ | 東日本旅客鉄道： 横須賀線（JO 10）・ 湘南新宿ライン（JS 10） 横浜市営地下鉄： ブルーライン（1号線）（B06） | 神奈川県 | 横浜市 | 戸塚区 | | |
| JT 07        | 大船駅       | 5.6          | 46.5         | ● | ● | 東日本旅客鉄道： 横須賀線（JO 09）・ 湘南新宿ライン（JS 09）・ 根岸線 (JK 01) 湘南モノレール：■江の島線（SMR1） | 神奈川県 | 鎌倉市 | 鎌倉市 | | |
| JT 08        | 藤沢駅       | 4.6          | 51.1         | ● | ● | 小田急電鉄： 江ノ島線（OE13） 江ノ島電鉄： 江ノ島電鉄線（EN01） | 神奈川県 | 藤沢市 | 藤沢市 | | |
| JT 09        | 辻堂駅       | 3.7          | 54.8         | ● | ｜ | | 神奈川県 | 藤沢市 | 藤沢市 | | |
| JT 10        | 茅ケ崎駅     | 3.8          | 58.6         | ● | ● | 東日本旅客鉄道：■相模線 | 神奈川県 | 茅ヶ崎市 | 茅ヶ崎市 | | |
| JT 11        | 平塚駅       | 5.2          | 63.8         | ● | ● | | 神奈川県 | 平塚市 | 平塚市 | | |
| JT 12        | 大磯駅       | 4.0          | 67.8         | ● | ｜ | | 神奈川県 | 中郡 | 大磯町 | | |
| JT 13        | 二宮駅       | 5.3          | 73.1         | ● | ｜ | | 神奈川県 | 中郡 | 二宮町 | | |
| JT 14        | 国府津駅     | 4.6          | 77.7         | ● | ● | 東海旅客鉄道：CB 御殿場線（CB00） | 神奈川県 | 小田原市 | 小田原市 | | |
| JT 15        | 鴨宮駅       | 3.1          | 80.8         | ● | ｜ | | 神奈川県 | 小田原市 | 小田原市 | | |
| JT 16        | 小田原駅     | 3.1          | 83.9         | ● | ● | 東日本旅客鉄道：東海道貨物線〈東戸塚駅 - 小田原駅で旅客線と併走〉 東海旅客鉄道： 東海道新幹線 小田急電鉄： 小田原線（OH47） 小田急箱根： 鉄道線（箱根登山電車）（OH47） 伊豆箱根鉄道： 大雄山線（ID01） | 神奈川県 | 小田原市 | 小田原市 | | |
| JT 17        | 早川駅       | 2.1          | 86.0         | | | | 神奈川県 | 小田原市 | 小田原市 | | |
| JT 18        | 根府川駅     | 4.4          | 90.4         | | | | 神奈川県 | 小田原市 | 小田原市 | | |
| JT 19        | 真鶴駅       | 5.4          | 95.8         | | | | 神奈川県 | 足柄下郡 | 真鶴町 | | |
| JT 20        | 湯河原駅     | 3.3          | 99.1         | | | | 神奈川県 | 足柄下郡 | 湯河原町 | | |
| JT 21        | 熱海駅       | 5.5          | 104.6        | | | 東日本旅客鉄道： 伊東線（JT 21） 東海旅客鉄道： 東海道新幹線・CA 東海道本線（CA00） | 静岡県 | 熱海市 | 熱海市 | | |
| 直通運転区間 | 直通運転区間 | 直通運転区間 | 直通運転区間 | 伊東線：伊東駅（一部の特急のみ 伊豆急行線：伊豆急下田駅）まで CA 東海道本線：沼津駅（一部の特急のみ 伊豆箱根鉄道駿豆線：修善寺駅）まで | 伊東線：伊東駅（一部の特急のみ 伊豆急行線：伊豆急下田駅）まで CA 東海道本線：沼津駅（一部の特急のみ 伊豆箱根鉄道駿豆線：修善寺駅）まで | 伊東線：伊東駅（一部の特急のみ 伊豆急行線：伊豆急下田駅）まで CA 東海道本線：沼津駅（一部の特急のみ 伊豆箱根鉄道駿豆線：修善寺駅）まで | 伊東線：伊東駅（一部の特急のみ 伊豆急行線：伊豆急下田駅）まで CA 東海道本線：沼津駅（一部の特急のみ 伊豆箱根鉄道駿豆線：修善寺駅）まで | 伊東線：伊東駅（一部の特急のみ 伊豆急行線：伊豆急下田駅）まで CA 東海道本線：沼津駅（一部の特急のみ 伊豆箱根鉄道駿豆線：修善寺駅）まで | 伊東線：伊東駅（一部の特急のみ 伊豆急行線：伊豆急下田駅）まで CA 東海道本線：沼津駅（一部の特急のみ 伊豆箱根鉄道駿豆線：修善寺駅）まで | 伊東線：伊東駅（一部の特急のみ 伊豆急行線：伊豆急下田駅）まで CA 東海道本線：沼津駅（一部の特急のみ 伊豆箱根鉄道駿豆線：修善寺駅）まで | 伊東線：伊東駅（一部の特急のみ 伊豆急行線：伊豆急下田駅）まで CA 東海道本線：沼津駅（一部の特急のみ 伊豆箱根鉄道駿豆線：修善寺駅）まで |

1. ↑  常磐線は中距離電車を含む。
2. ↑  横浜線の起点は東神奈川駅だが、日中を中心に京浜東北線の線路を経由して横浜駅に乗り入れている。
3. ↑  湘南新宿ラインは営業上品川駅を経由したものと扱われるため、通常の乗車券で横浜駅で乗り換えて大崎駅以北に向かえるのは川崎駅（並行する京浜東北線も含めれば大井町駅）以西発着の場合に限られる（鶴見駅 - 横浜駅間の重複乗車は認められるが、品川駅 - 鶴見駅間の重複乗車は認められない）。
4. ↑  大船駅は横浜市栄区にも敷地が掛かる。駅本屋所在地は鎌倉市。駅項目も参照のこと。

2022年度の時点で、JR東日本自社による乗車人員集計から除外される駅（完全な無人駅）は根府川駅のみである。

### 過去の接続路線
| 駅名     | 接続路線                                     | 廃止年月日                          |
| -------- | -------------------------------------------- | ----------------------------------- |
| 大船駅   | ドリーム開発：ドリームランド線（モノレール） | 1967年9月27日休止 2003年9月18日廃止 |
| 小田原駅 | 箱根登山鉄道：小田原市内線                   | 1956年6月1日廃止                    |

## 新駅設置計画
大船駅 - 藤沢駅間に、村岡新駅（仮称）が設置される予定。2021年2月8日にJR東日本横浜支社と神奈川県、藤沢市、鎌倉市の4者が駅を設置することで合意した。今後は2021年度に4者で駅設置に関する基本協定を締結し、翌年度から詳細設計に着手する。開業は2032年度を予定している。2025年1月8日には着工式が行われた。